# 宋朝建筑

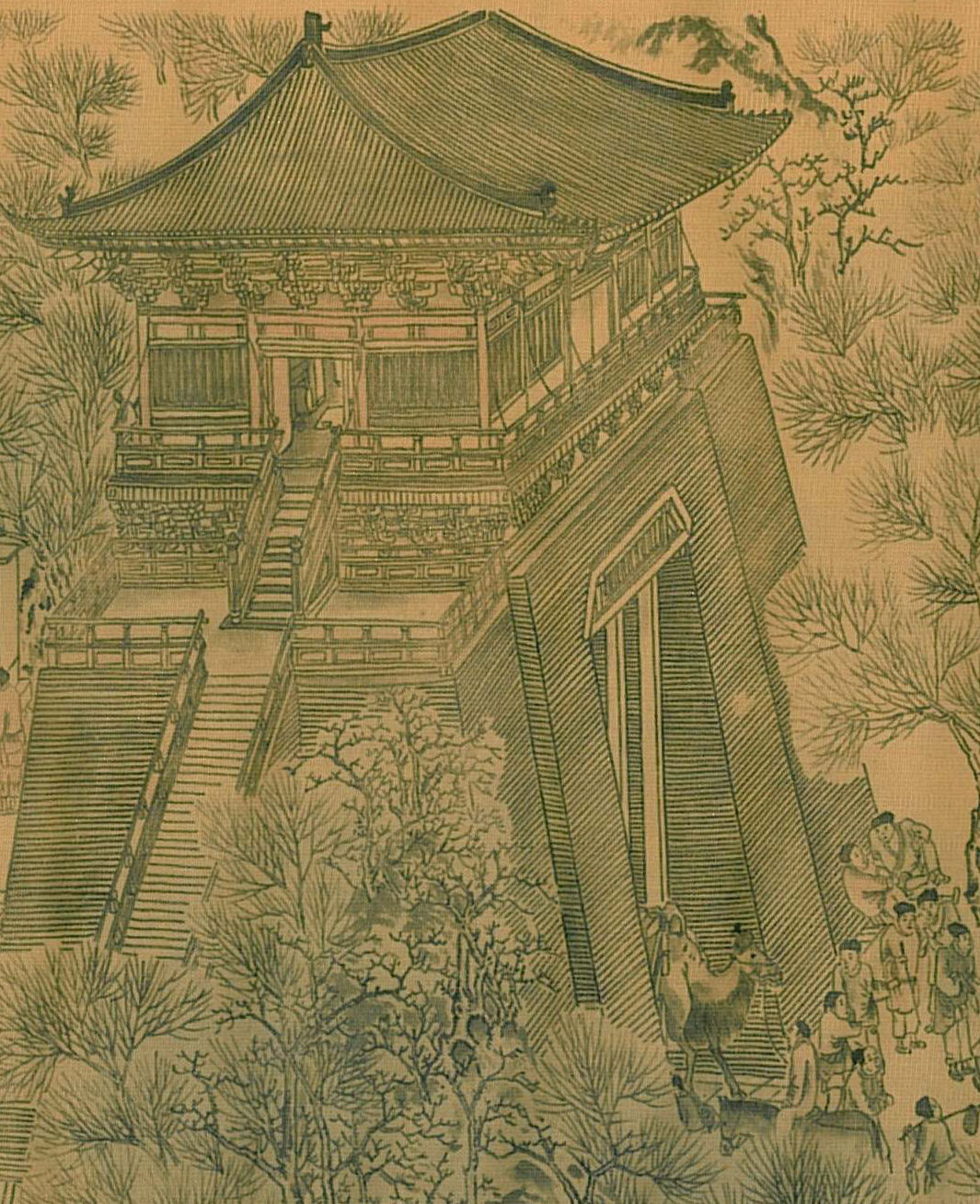
清明上河圖內所見的開封城樓，碩大雄厚的斗拱配以輕柔的屋脊

宋代建築，泛指在960年至1279年的宋朝時期，於北宋及南宋境內的建築，一如以往的朝代，繼承著前朝的建築傳統。
宋朝在經濟、手工業和科學技術方面都有發展，使得宋代的建築師、木匠、技工、工程師、斗栱體系、建築構造與造型技術達到了很高的水準。建築方式也日漸趨向系統化與模組化，建築物慢慢出現了自由多變的組合，並且綻放出成熟的風格並且擁有更專業的外型。為了增強室內的空間與採光度，採用了減柱法和移柱法，樑柱上碩大雄厚的斗拱铺作層数增多，更出現了不规整形的樑柱鋪排形式，跳出了唐朝樑柱鋪排的工整模式。
宋朝建築物的類型多樣，其中傑出的建築都是佛塔、石橋、木橋、園林、皇陵與宮殿。由於注重意境的園林設計特意追求把自然美與人工美融為一體的意境，所以這一時期的建築，一改唐代雄渾的特點；從大木作衍生的小木作專事精細木件加工，追求建築細部刻畫，往往會製作以3厘米為材的斗拱，建築風格變得纖巧秀麗，柔弱纖秀，曲線柔和，注重裝飾，華麗而繁細。建築物的屋脊、屋角有起翹之勢，不像唐代渾厚的風格，給人一種輕柔的感覺。油漆得到大量使用，使颜色十分突出。在窗櫺、樑柱與石座的雕刻與彩繪的變化十分豐富，柱子造型更是變化多端。
建築群的佈局變化多端，既有單一軸線的建築群，又有多條軸線的建築群，還有十字軸線的建築群。建築物高低有序，層次分明，寺院在層層殿堂平面推展，時而十字工字，時而凹字凸字，或作曲尺，圓形圓弧亦非罕見，當中穿插高閣，時常出現雙閣對峙，三閣鼎立。形象多變，遠勝前朝。
數千年來，建築智慧多依靠口耳相傳，子承父業傳承下來，但關於建築的文獻亦早已存在，在傳世的中國畫中描繪的建築物也讓歷史學家更好地解宋朝建築的配搭。宋朝的建築文獻——《營造法式》對施工和度量的描述非常深入，比以前的文獻更有組織，為後世朝代的建築提供了可靠依據。另一方面，朝廷設立了專門負責建築營造及相關的官職與機構——將作監以掌管宮室建築，使建築技術的傳承更加系統。為明朝的《營造法式》與清朝的《清工部工程做法則例》奠定了基礎。

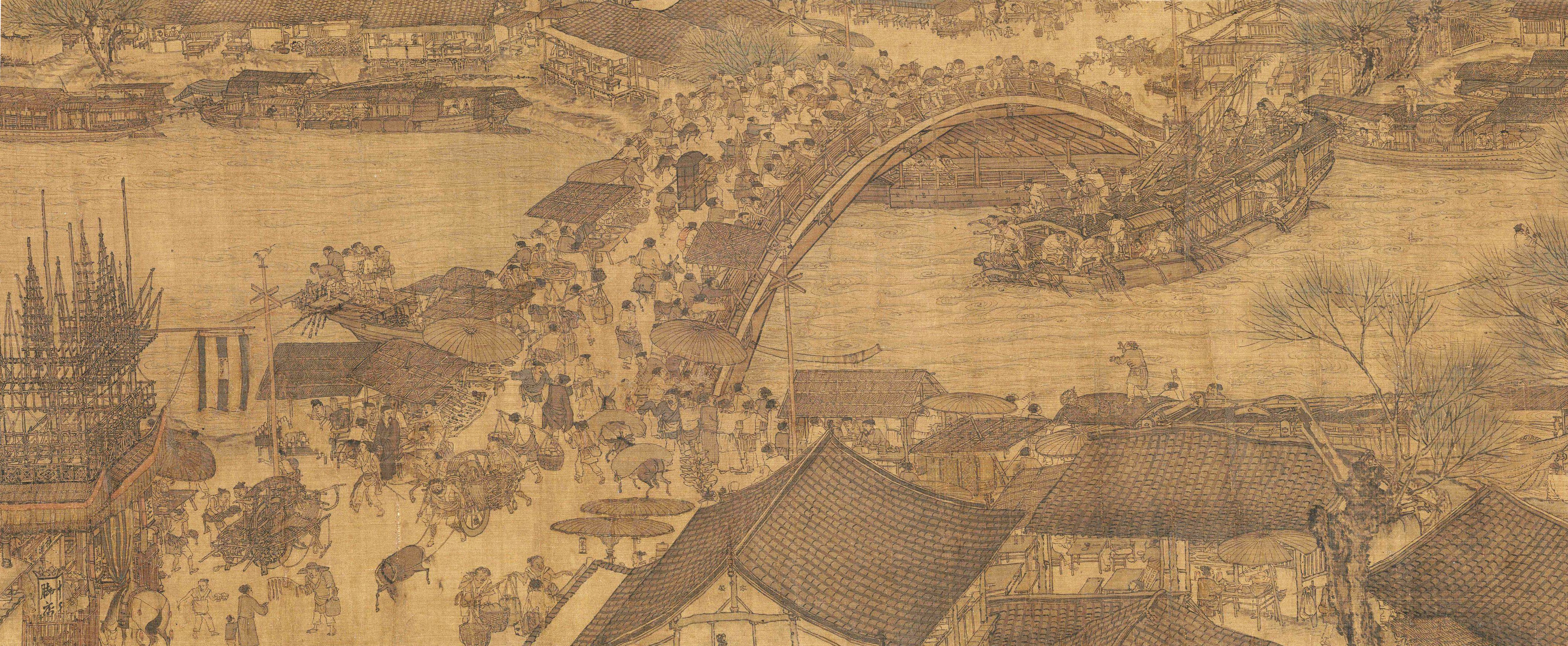
清明上河圖描繪了北宋京城汴梁及汴河兩岸的繁華景象，城內城外到處都是商店。

宋朝在經濟活動、農業、文化、都市化與人口各方面都有高速的發展。盛唐年間的人口最高達7500万，而宋代人口卻由初年的約5840万增加到的宋徽宗宣和二年（1120年）的15776萬。大部分的宋代政治性城市都發展為經濟中心，譬如汴京與臨安。建築方式打破了之前的里坊制，而轉變為坊巷制，擺脫了裡坊圍牆的限制，容許商店直接面向街道。商業活動不再受到時間約束。各地遍布驛站、商店和中國戲曲舞台——勾欄。社會開始出現官商合流，經濟活動空前蓬勃，商業建築盛極一時。農業方面，土地開墾面積（高达7.0亿亩）與畝產量皆為唐代最高值的兩倍。華北地區的鐵產量在宋神宗元丰年间（1078年—1085年）曾高達12.7萬噸左右。造船業方面，能夠製造運載1536噸貨物和裝載500—600人的船隻。人民生活富庶，追求享受的風氣蔓延，皇室、官員、文人、富商爭相建造園林。
文化方面，理學、文學和藝術都有較大的發展。自北宋起，儒學與佛教復興，道教盛行，三者相互融合。佛塔、寺院大量興建。司馬光的《資治通鑑》標誌了史學的發展。教育方面，除了朝廷籌辦官學，地方民間也大量舉辦學校，城鄉書院林立。當時著名的書院有石鼓書院、白鹿洞書院、嵩陽書院、岳麓書院、應天府書院和茅山書院。

## 城市建築

### 汴京城內規劃

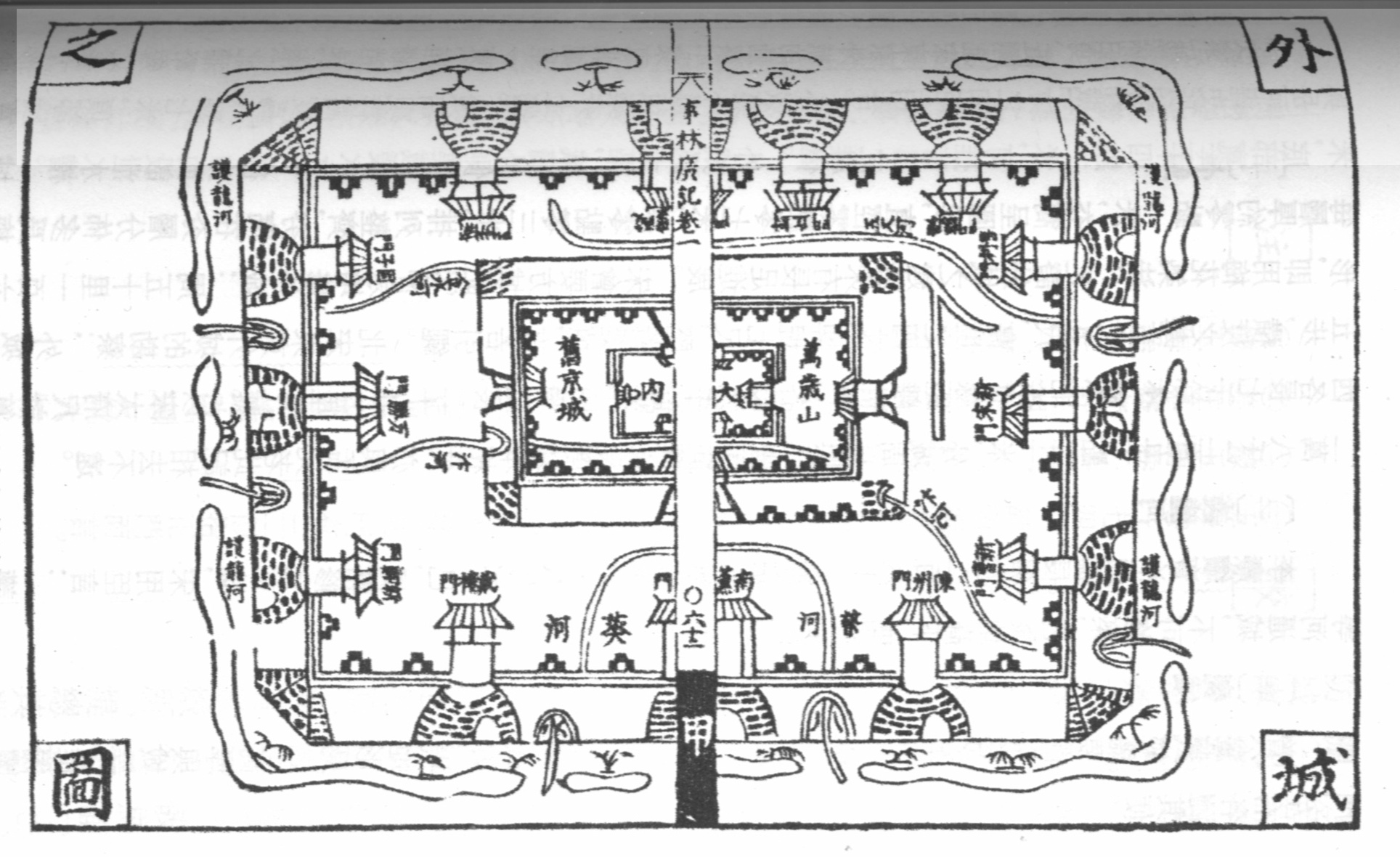
開封（汴京）外城概要地圖（陳元靓《事林廣記》）
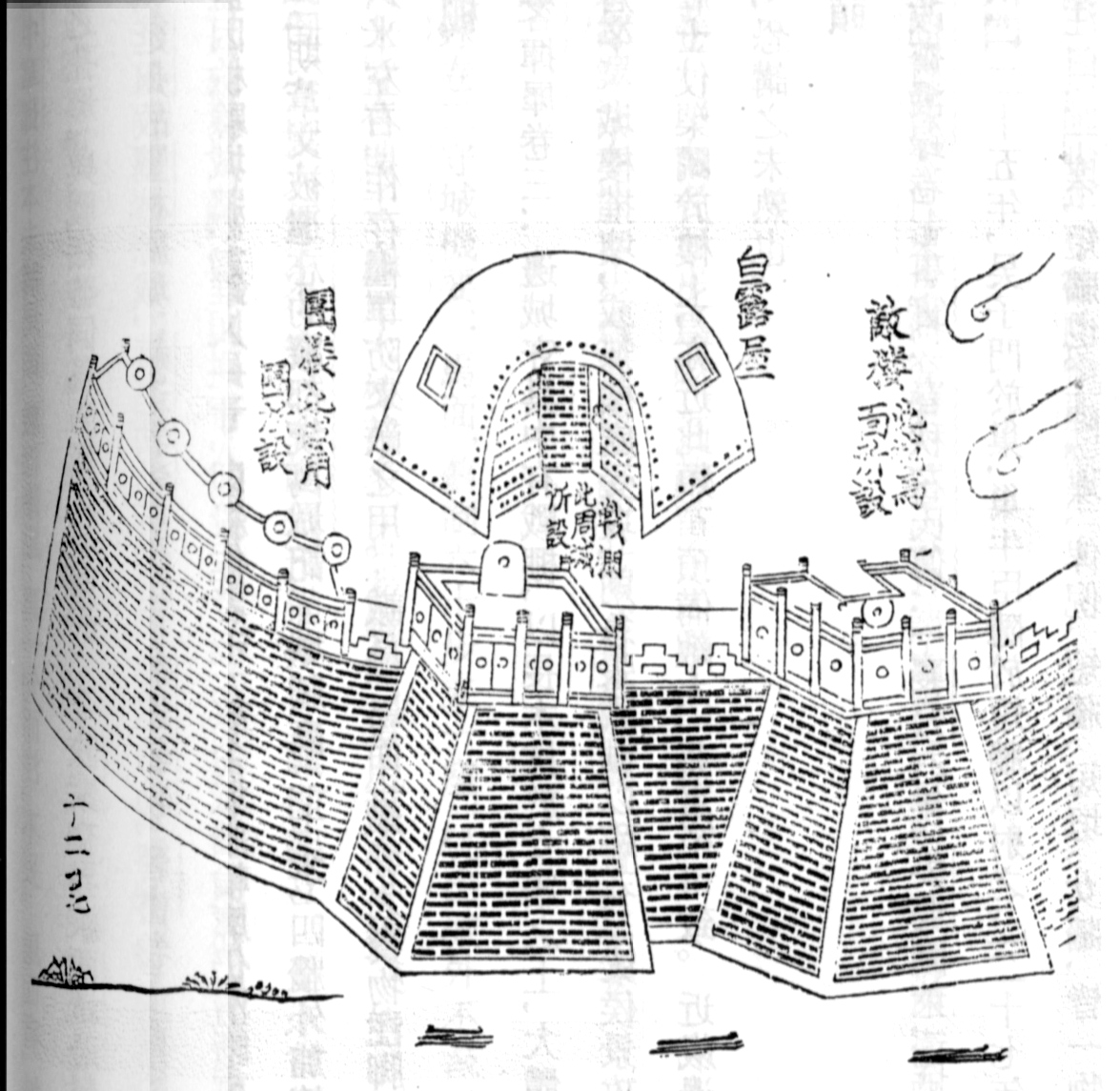
《武經總要》所記載的北宋城樓圖
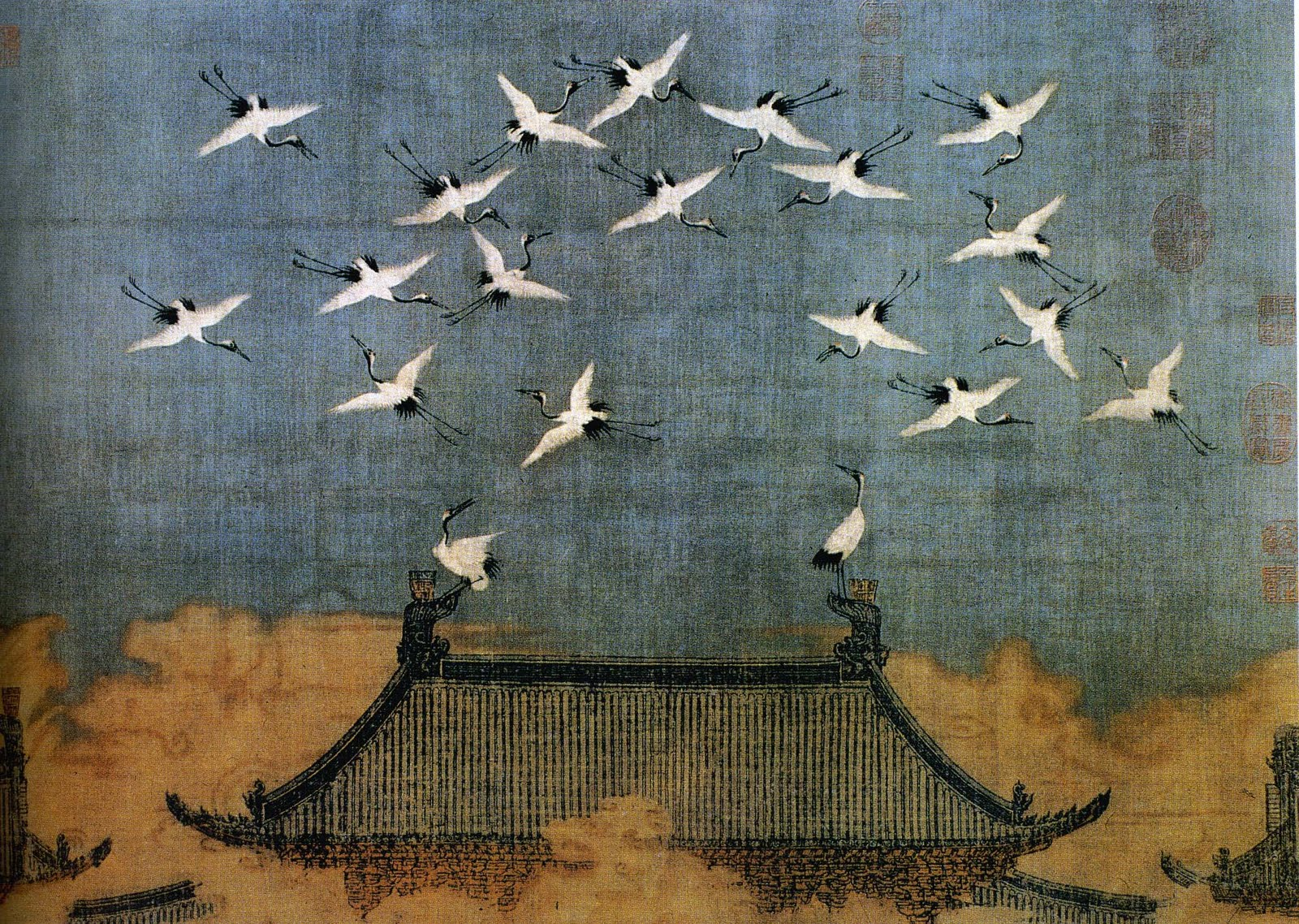
瑞鹤图中描绘的宫城宣德门

北宋都城開封始建於戰國時期，前身為大樑城，經過唐代與五代的後梁、後晉、後漢和後周的營建，街道狹窄與樓房擁擠的問題逐漸顯現。宋太祖登基後，開始對開封進行大規模改建，包括擴建皇城、宮城，修築外城；疏通汴河、五丈河、金水河和蔡河四條河道；興建生產工場，并籌辦手工業管理機構，包括工部、少府監、將作監、軍器監等，各工場有專門分工，僅僅軍器監已經設立51種不同的作，譬如木作、馬甲作與鐵甲作，每一個作設立作坊。
其時，開封城由宮城、皇城、內城、外城四層城垣構成。外城建於後周，周界達50里，由於開封地處平原，外城可加強軍事防衛；內城是唐汴州城，周界20里，並留有護城河。宮城位於內城中央，四週被皇城包圍。宮城南部出口為宣德門，門外向南開闢寬闊的御街，成為開封的中軸線。御街闊300米，直接通往外城的南門，兩旁設立御廊，御街中央的御道只許皇家使用。御街兩旁都是行政機關，如明堂、秘書省和尚書省等。道路佈局除了出於交通的考量外，還要顯示禮制秩序。
開封的主要幹道——「御路」呈井字形網絡，一般街道則以方格網絡分布。根據《東京夢華錄》，御路寬闊，路心設有兩行紅色杈子，表示皇家專用的御道，杈子設有磚石瓷砌的御水溝。路旁種有蓮花、桃花、梨樹、杏樹，互相雜間。道路設計已超越實用層次，而趨向藝術層次。
南宋首都临安城垣在吴越城的基础上增修，有十三座旱门和五座水门，城市平面很好的结合了较为复杂的地形，但道路系统较为杂乱。其宫城在城南凤凰山东，原为吴越时府台所在的子城，周围9里，南有丽正门，北有和宁门，宫殿规模比北宋开封小，最高行政机关三省六部位于和宁门以内，比较集中，其他行政机构则较为分散。全城被划分为八个厢（厢为行政及治安管理的地区单位，城外尚有两厢），共有六十八个坊，但是由于城市范围无法适应快速增长的人口，臨安城的拥挤程度与开封类似。

### 瓦市與勾欄
隋唐五代以來的封閉的里坊制度瓦解，各類市集遍佈大街小巷與橋頭路口。早市、夜市、廟市與各類節日市集非常常見。經濟繁榮，生活富裕，娛樂繁盛，開封內外都有瓦市。瓦市，又名瓦舍、瓦肆、瓦子，是宋朝商品貿易的市集，也是雜劇藝人的集中地。吳自牧在《夢梁錄》解釋：「瓦舍，謂其『來時瓦合，去時瓦解』之義，易聚易散也。」在《夢梁錄》卷十九《瓦舍》中記載：「杭城、紹興間駐蹕於此，殿岩楊和王因軍士多西北人，是以城內設立瓦舍，招集妓樂，以為軍士暇日娛戲之地。」根據《東京夢華錄》卷二記錄了汴京其中一個瓦市的情形：「街南桑家瓦子，近北則中瓦，次里瓦。其中大小勾欄五十余座內，中瓦子蓮花棚、牡丹棚，里瓦子夜叉棚、象棚最大，可容數千人。自丁先現、王糰子、張七聖輩，後來可有人於此做場。」由此可知，表演戲劇的藝人多會利用欄杆搭建勾欄，作為臨時表演場地。一個大的瓦市能夠容納十多個勾欄。根據元代杜仁傑的散曲《莊家不識勾欄》：「要了二百錢放過咱，入得門上個木坡，見層層疊疊團團坐。抬頭覷是個鐘樓模樣，往下覷是人旋渦。見幾個婦女向台兒上坐，又不是迎神寨社，不住的擂鼓篩鑼。」可見勾欄是以木材興建，設有門口，進門後上坡，觀眾分層一排一排坐。根據宋朝《西湖老人繁勝錄》：「臨安有名的瓦肆應有清冷橋畔的南瓦、三元樓的中瓦、眾安橋的北瓦、三橋街的大瓦等。北瓦最大，內有勾欄十三座。」可見當時的有很多瓦市，並且吸引了大量固定的觀眾，也吸引了不能夠進入官場的文人投入創作事業，促使宋朝雜劇的興盛。

### 橋樑

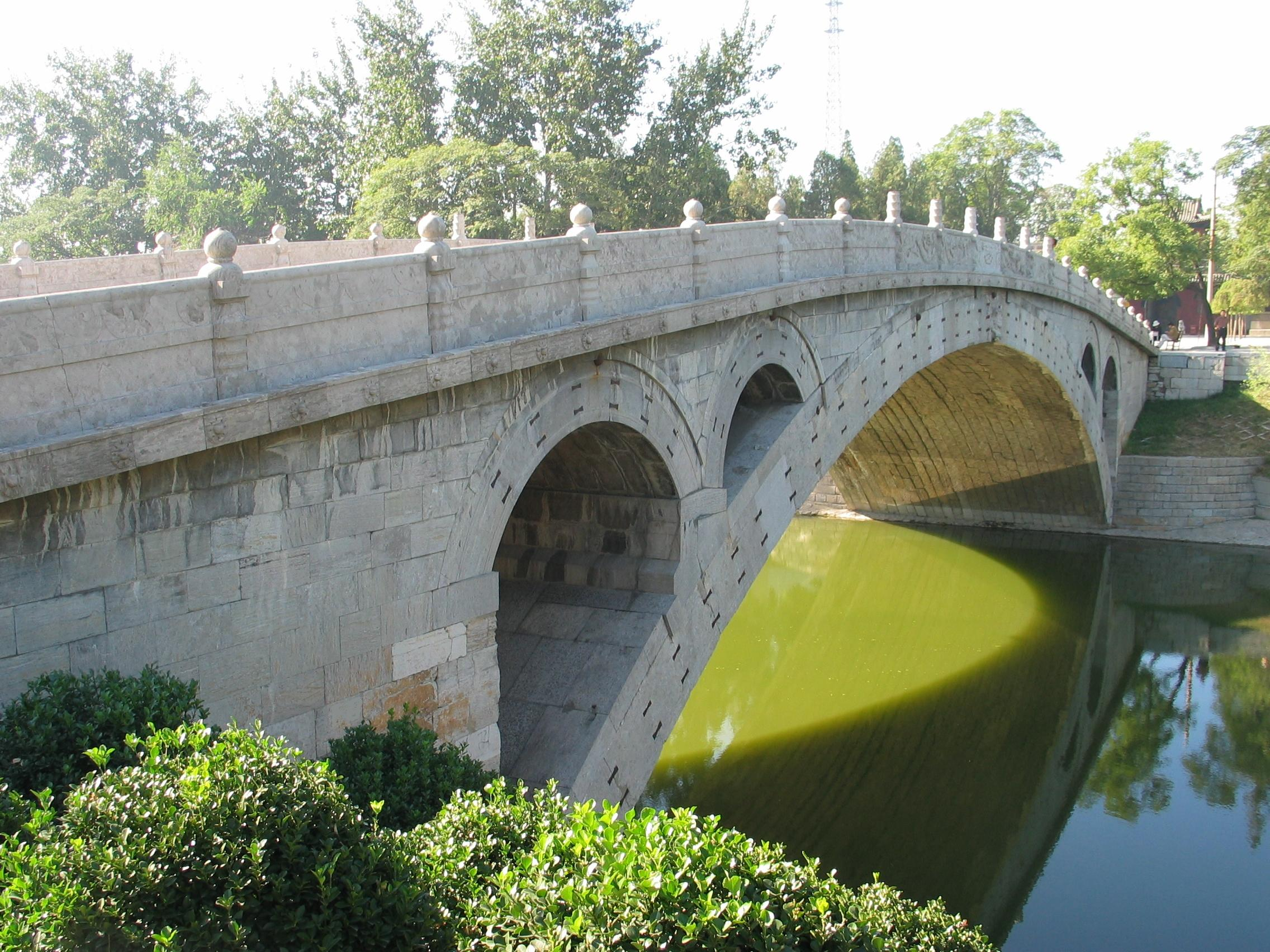
於隋炀帝大業六年（610年）落成的安濟橋，又名趙州橋、大石橋。該橋屬節段性拱橋，它啟發後來朝代的橋樑工程，如建於宋朝類似結構的永通橋。

宋代橋樑建築工藝已經非常成熟，更出現了高架橋，譬如1256年落成的紹興越城區八字桥，是保存至今的石橋。它南臨東雙橋，北接廣寧橋。根據宋嘉泰《會稽志》：「兩橋相對而斜，狀如八字，故得名。」而根據主橋孔下的第五根石柱上的記載：「時寶祐丙辰仲冬吉日建」。大橋始建於南宋嘉泰年間（1201年-1204年），於南宋寶祐四年（1256年）重建，由4.85米長的石條砌成。橋東西長27米，橋高5米，跨度達4.5米，橋面寬3.2米。
橋樑的裝飾手法有如亭台樓閣，在樑柱之間加入山水畫，譬如宋代傑出畫家夏珪。夏珪字禹玉，臨安（今浙江杭州）人，是南宋宋寧宗時期的畫院待詔。他跟從范寬與李唐學習畫畫。早年主力人物畫，後來專攻山水畫，並且以此著稱。他與同时代的馬遠齐名，號稱「馬一角、夏半邊」或者“馬夏”。著名作品有《溪山清遠圖》和《西湖柳艇圖》。

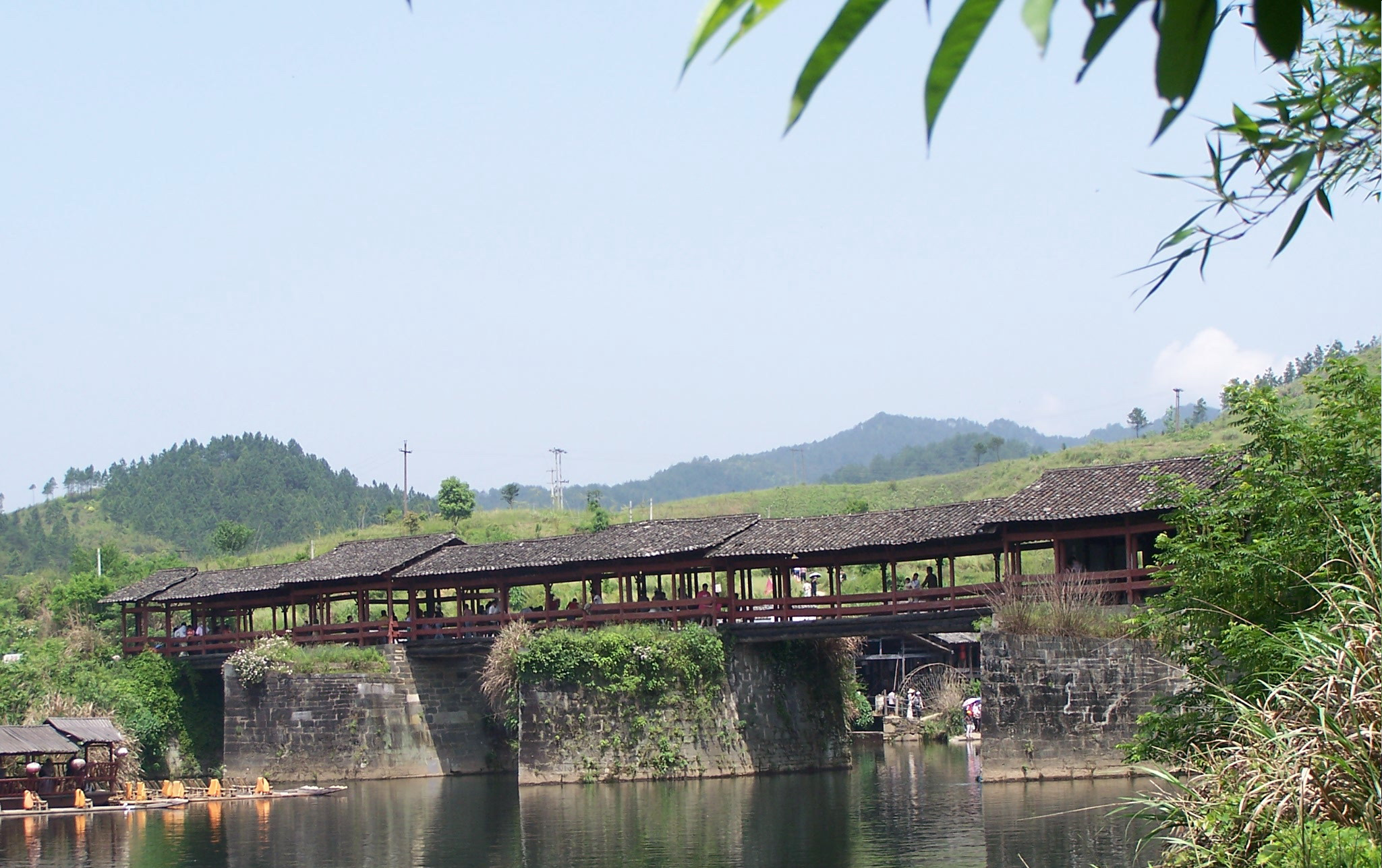
彩虹橋遠景

在江西省婺源，一座建於12世紀的彩虹橋非常著名。该桥是廊桥结构，即建有屋頂的橋，讓途人感到舒適。彩虹橋的名字取自李白所寫的唐詩《秋登宣城謝脁北樓》：「江城如畫裏，山曉望晴空。兩水夾明鏡，雙橋落彩虹」。彩虹橋設計獨特，不但由11座廊亭組成，廊亭中有石桌石凳。橋墩外型像船隻。
除了彩虹橋，位於杭州西湖的蘇堤也十分著名。因為它是詩畫家蘇軾在杭州當官的時候為了治理西湖而興建的人行堤道。由於兩旁種植很多觀賞花木，風景優美，被譽為西湖十景之首。
1221年，長春真人到撒馬爾罕探訪蒙古大汗铁木真，告訴他在伊寧東面的天山旅遊中所見的大大小小的中式橋樑。根據歷史學家李約瑟所引述：

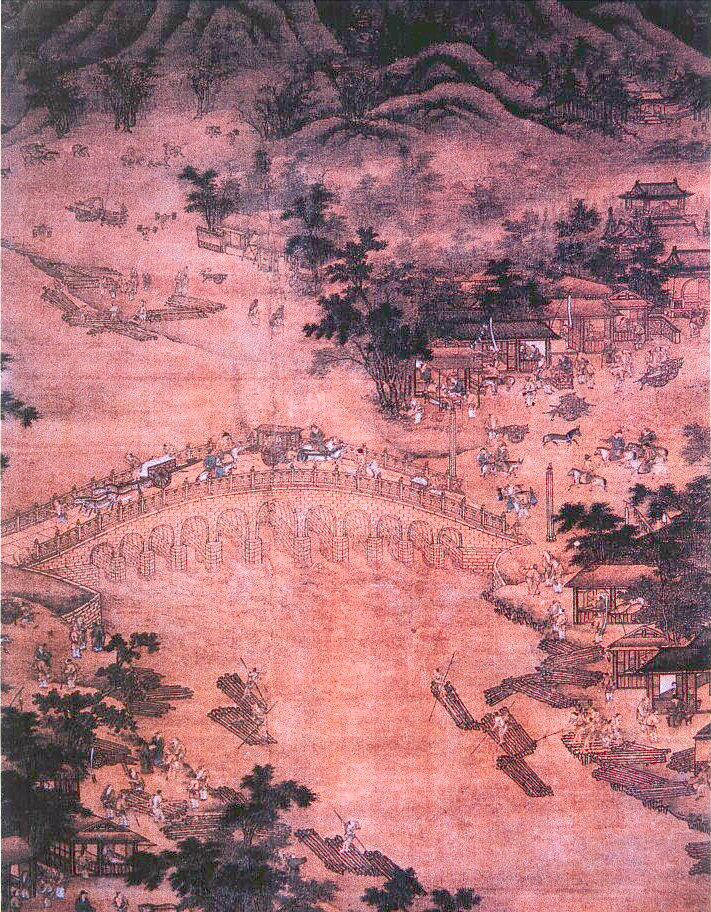
元·《盧溝筏運圖》：描繪了元世祖至元三年（1266年）在盧溝橋附近漕運西山石木用於修造大都宮殿的情景

|  | （這條路上的）『木橋不少於48座，每座木橋皆能夠讓兩架馬車並行通過』。這條路就是由張榮與察合台其他的工程師所建造的。公元前3世紀以降，中式橋樑無疑與凱撒大帝在萊茵河於公元前55年所建的橋、達芬奇所繪畫的橋甚至非洲所用的橋都是十分類似。但在公元13世紀的歐洲哪裡找得到像張榮所興建、有如雙線高速公路一般的橋？[29] |
宋代的福建省興建了许多大型桥梁。某些橋全長1219.2米，跨度達到22.33米，耗用石材重達20萬3200公斤。可惜，建造這些橋樑的工程師沒有留下名字，只有資助興建和負責監督興建維修官員的名字。可是，歷史學家李約瑟指出福建很有可能有一所工程學院，由蔡襄所主持。蔡襄是著名的政治家和書法家，對茶甚有研究，曾經著有《茶錄》和《荔枝譜》，並且曾出任福建郡守。在泉州附近，蔡襄計劃並監督興建萬安橋，（後來被稱呼為洛陽橋）。根據《泉州府志》的記載，萬安橋坐落於泉州市東北的洛陽江上，是北宋慶曆初年郡人李寵所建的浮橋－萬安渡的舊址，後來由郡守蔡襄主持改建成石橋。萬安橋始建於北宋皇祐五年四月（公元1053年），於嘉祐四年十二月（公元1059年）完成。萬安橋原本全長1200米，現在長731米，寬5米，橋高7米，橋墩共46座，扶欄500個，石獅子28隻、石亭 七所、石塔九座，是中國著名梁架式古石橋。技術工人利用船隻來運送石材，利用潮水漲退來安置石材。船形的橋墩更有助減低水流衝擊。

## 宮廷建築

### 宮殿
開封的皇宮前身是唐代汴州宣武軍節度使的使衙署。到了後梁，才開始興建宮殿。宋太祖登基後，馬上大力擴建，超越原有建築的規模。宮城周界長大約五里，南面建有三門，分別為宣德門、左掖門和右掖門。宮城東西各有東華門與西華門，北有拱宸門。宮城從南至北，分有外朝區、內庭區西部、內庭區東部與後院。外朝區位於城南，有大慶殿群組、文德殿群組、紫宸殿群組、政事堂－樞密院建築群、西南區與東南區。內庭區西部是皇帝生活的地方，而內庭區東部則是太子居住的地方。城北的後院是皇家的園林，除了佈置假山水池、奇花異木，還建有亭台樓閣、宴會場所、藏書樓等等。
雖然皇宮劃分為多個建築群，但佈局模式多採用工字殿型制度。一般都沿著一條中軸線安排，建築群核心的大殿有凸字形台基，殿後有閣，兩旁有挾殿，挾殿通往四周的走廊。宮內設立鐘樓鼓樓，作報時之用。

### 北宋皇陵

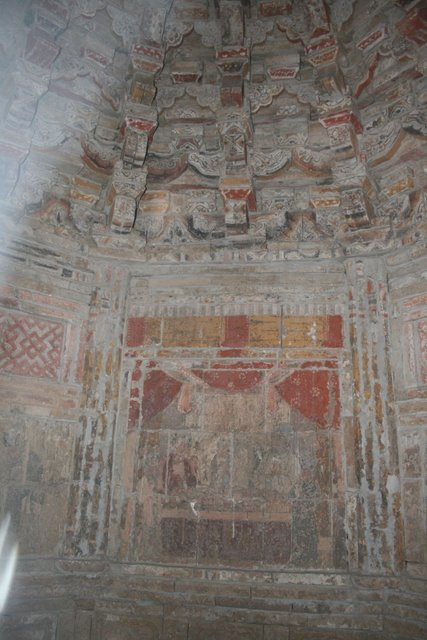
北宋時期洛陽古墓內的壁畫與斗拱

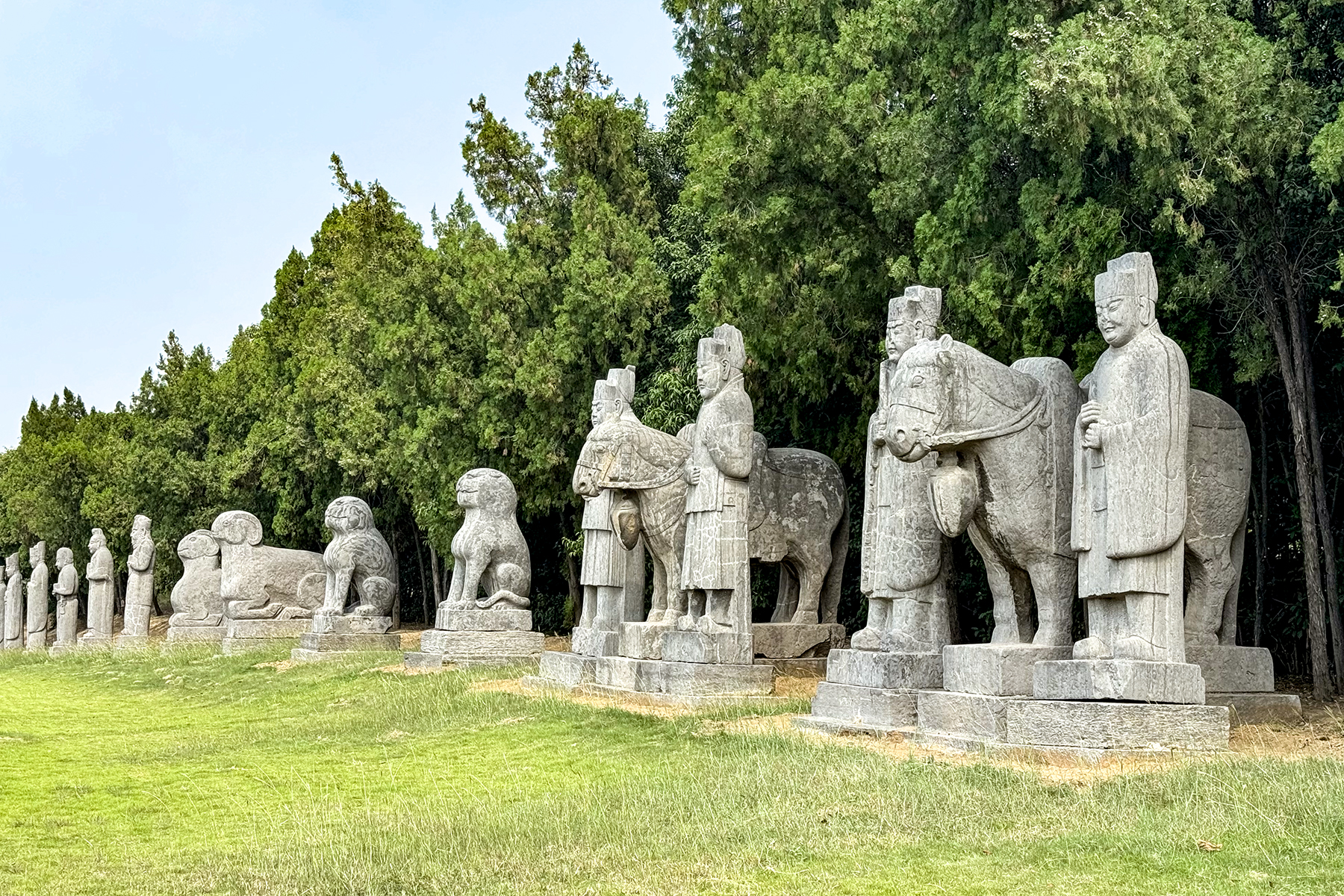
永定陵神道兩側的儀仗石翁仲

北宋皇陵位於河南鞏義市一帶的高原上，覆蓋了西村、芝田、市區、回郭鎮4個鎮區，東西橫跨7公里，南北達到8公里，內有超過1000個陵墓，包括了皇帝陵墓、皇后陵墓、太子公主的陵墓、配偶的陵墓與其他親屬的陵墓，是一個非常龐大的陵墓群。當中的帝陵區有21座陪葬皇后陵，15座親王墓，7座大臣墓，楊六郎、趙普、高懷德、蔡齊、寇准和包拯都安葬這裡。陵墓群始建於乾德元年（公元963年），當時是宋太祖為安葬父親而興建。金人在公元1127年入侵后，北宋的兩位皇帝宋徽宗與宋欽宗死於流離顛沛之中。每個皇陵的規模與建制都大致相同，都根據風水佈局坐北面南，由「上宮」、「宮城」、「地宮」、「下宮」四部分組成。上宮又稱帝陵，中心是由夯 土的三层方截锥形坟山，稱為陵臺。陵臺之下為墓室，又稱皇堂。自南向北由鵲臺、乳台、神道及兩側的儀仗石刻、陵園和地宮組成。沿著皇陵的通道兩側有大量儀 仗石刻與石像，題材包括老虎、公羊、獅子、瑞禽、角端、馬匹、馬夫、文武臣、武士、内侍等等。北宋帝陵一反歷代帝陵居高臨下的傳統，受到當時堪輿學說的影響，讓諸陵地面皆為南高北低，由南端的鵲臺逐漸斜降，把中心建築屬陵臺置於皇陵的最低處，成為宋代陵建築的特色。
黨項羌族西夏皇陵與北宋皇陵相似。陵墓群中央是個截斷塔頂金字塔式的陵墓，由四堵牆壁，四個置中的大門和四座角樓包圍著。距離鞏義市大約100公里，位於河南禹縣，有一個被妥善地發掘出來的白沙宋墓，是宋朝地下古墓建築的佼佼者，其古墓內的石雕從門窗、樑柱、斗拱到內牆都是模仿木構建築。 白沙宋墓內有兩個墓室，其錐形天花板與指引著地下墓室入口的大。

## 文化建築

### 園林
宋朝的園林可分為四大類別，供帝王休息享樂的皇家園林與宗室外戚、高官富商所擁有的私家園林、寺觀園林和陵寢園林。一般來說，一個成熟的園林都有自己要表現的內容與主旨，配以假山、人造池、廊、亭、堂、榭、閣、花木與動物。雖然宋朝國力不比唐朝強，園林規模也比較小，但園林內的設計更見精巧。
宋代園林中的個體建築與群體形象都是千變萬化，從現存的宋畫中可以看得出來。譬如王希孟的《千里江山圖》中見到一字形、折帶形、丁字形、十字形、工字形等佈局，造形各異，如架空、覆道、兩坡頂、九脊頂、五脊頂、平頂、平橋、廊橋、亭橋、十字橋、拱橋、九曲橋等等。倚山臨水、架岩跨洞都是落院的基本模式，充分發揮襯托風景的效用。
北宋的皇家園林－艮岳是中國著名的宫苑。宋徽宗於政和七年（公元1117年）下令在開封的東北部興建，在宣和四年（公元1122年）完工，初名萬歲山，後改名艮岳、壽岳，或連稱壽山艮岳，亦號華陽宮。根據八卦，艮代表東北方，又代表山。艮岳位於東華門內以北，景龍江以南，佔地大約750畝。艮岳以一山三峰的形狀設計，突破了漢朝以來的傳統營造模式，不再強調模仿真實山水。由於宋徽宗是一位具有高深藝術文化修養的皇帝、天才藝術家。他對詩畫藝術迷戀，對奇石着迷，對美的追求近乎苛刻。為了壽山艮岳的假山，蒐集蘇州盛產具有“皺、透、瘦、漏”四大特色的太湖石，並且在蘇州設立應奉局。他又深信道教， 自稱「教主道君皇帝」。建造艮岳的主旨是追求意境，不拘泥細節或者強調神似，把詩情畫意加入園林之中，典型山水成了主題。他對置石、挖池、疊山等技術非常 講究。園內山巒起伏，眾山環列，東有艮岳，南有壽山，西有萬松嶺。園林中央只有小小的平地，但山峽之間卻有池水與瀑布。除了自然景觀，還添置不少建築物， 譬如藥寮、田圃築室、棧道、介亭、書館和八仙館屋。因此艮岳是歷史上規模最大、結構最巧妙、以石為主的假山所組成的皇家園林。最後，金人滅了北宋，把這個皇家園林拆毀。
瓊林苑，建於乾德2年（公元964年），位於河南開封外城順天門西南。苑內滿種長松古柏、石榴、櫻桃等，大部分來自福建廣東一帶，並且建有很多亭榭，以茱莉、山丹、瑞香、含笑點綴。苑內東南角落，有高約數十米的華嘴岡，岡上的橫觀層樓輝煌華麗。山下池塘有畫船，名叫鳳炯，水面建有拱橋，稱作若虹，楊柳佈滿堤岸。

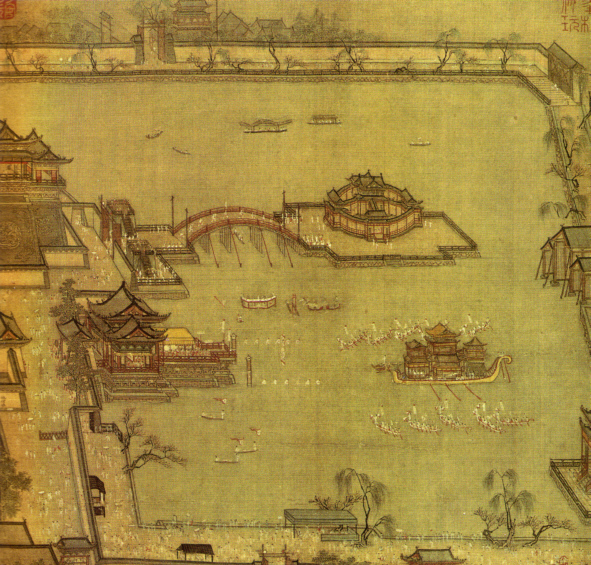
北宋《金明池爭標圖》描繪了金明池當時的景況

金明池，北宋著名別苑，又名西池，始建於後周顯德四年（公元957年），位於開封市以西鄭門口村附近。原本周世宗為了征服南唐，所以訓練水軍，讓水軍在金明池演習，故又名教池。太平興國七年（公元982年），宋太宗曾在金明池檢閱水軍演練。政和年間，宋徽宗下詔興建許多亭台、樓閣、花木、假山作為春遊和觀賞龍舟比賽之用。金明池呈方形，四周有圍牆，北接汴河西水門，南臨瓊林苑的寶津樓，池中建有仙橋。橋盡處建有五殿，對岸的龍奧停放大龍舟。沿岸種植楊柳，東岸搭蓋臨時觀眾棚，讓百姓觀看龍舟比賽。金明池的殿宇一般採用黃色、藍色、綠色琉璃瓦，線條十分工整，莊嚴瑰麗。北宋詩人梅堯臣、王安石和司馬光等人讚賞金明池風光明媚，建築瑰麗。可是，到了明崇禎15年（公元1642年），金明池被洪水摧毀了。
除了皇家園林，開封也有不少私家園林。其中比較著名的有－宋仁宗的宰相富弼所建的富鄭公園，宣徽南院使王拱辰的環溪，前身為唐代宰相裴度的湖園。這些圓林的特點就是嬌小、簡約、雅致、天然。富弼的富鄭公園位於他的宅院的東側，入口設有探春亭。園中挖了一個大水池，水從東北方引入，經過方流亭，從西南方流出。水池北岸建造假山，假山之北有竹林，假山內有水洞，利用大竹引水出洞。假山之南建有四景堂，隔著水池，遙望南岸的臥雲堂。臥雲堂之南堆土成山，種有梅與竹，山頂建有天光台與梅台。兩者高於叢林，能夠觀看園內景色。竹林內建有五個亭，名為從玉、披風、漪嵐、夾竹與兼山。北宋李格非所寫的《洛陽名園記》曾經對這些竹子景觀作專門描述。整體佈局分南北兩區，北區以山為主，比較幽靜，南區以平地為主，比較開朗。
環溪佈局比較別緻，南北各有水池一個，東西各有小橋連接中央的大洲，因此而得名。主要建築物都集中在島上，南池北岸建有法華亭，北池南岸建有涼榭。島上山丘之上則有多景樓，能欣賞遠方景物。園林各處種植松樹、檜樹。樹林間空地模仿島嶼。這種水景與借景的處理手法成為環溪的特色。
宋朝寺院多集中在臨安，因為當時臨安是江南的佛教中心，寺院園林遍佈各處，以環溪最甚。

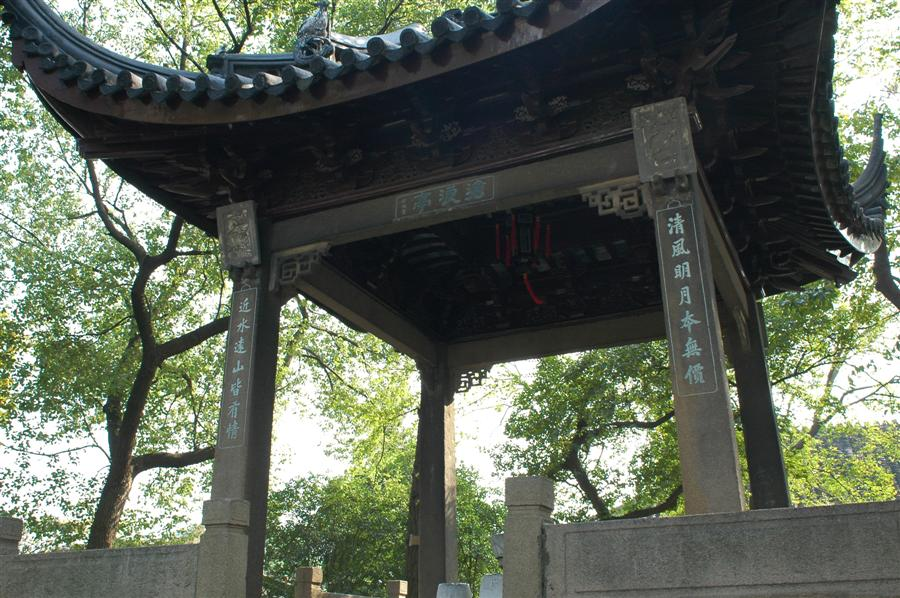
苏州沧浪亭

位于今苏州市沧浪区的沧浪亭是苏州园林中现存最为古老的一座，被誉为苏州“四大名园”之一，代表了宋代苏州园林的建筑风格。沧浪亭原为五代吴越国中吴军节度使孙承佑的别墅，后渐废。宋仁宗庆历四年（1044年），诗人苏舜钦被贬，寄居于苏州，以四万钱购得孙氏园址，在园北土山傍水处建造一亭名“沧浪”，取《孟子·离娄》和《楚辞·渔父》中“沧浪之水清兮可以濯我缨，沧浪浊兮可以濯我足”之意，自号沧浪翁，作《沧浪亭记》。之后沧浪亭屡易其主，历经修缮，保存至今，现为全国重点文物保护单位，并于2000年成为世界文化遗产。

### 書院建築
宋朝的教育制度可分為三類，一是朝廷辦的官學，譬如國子學、四門學、太學、武學（古代軍事學院）、廣文館、醫學、算學、書學、畫學等，二是地方辦的府學與縣學，三是民間辦的書院。太學開始於漢武帝建元五年，設置五經博士。國子學則始於西晉武帝時，宋朝的國子學只取錄七品以上官員的兒子。四門學始於北魏太和二十年，到了慶曆3年，凡是八品以下官員及百姓的兒子都可以入讀。可見，當時的教育規模非常大。

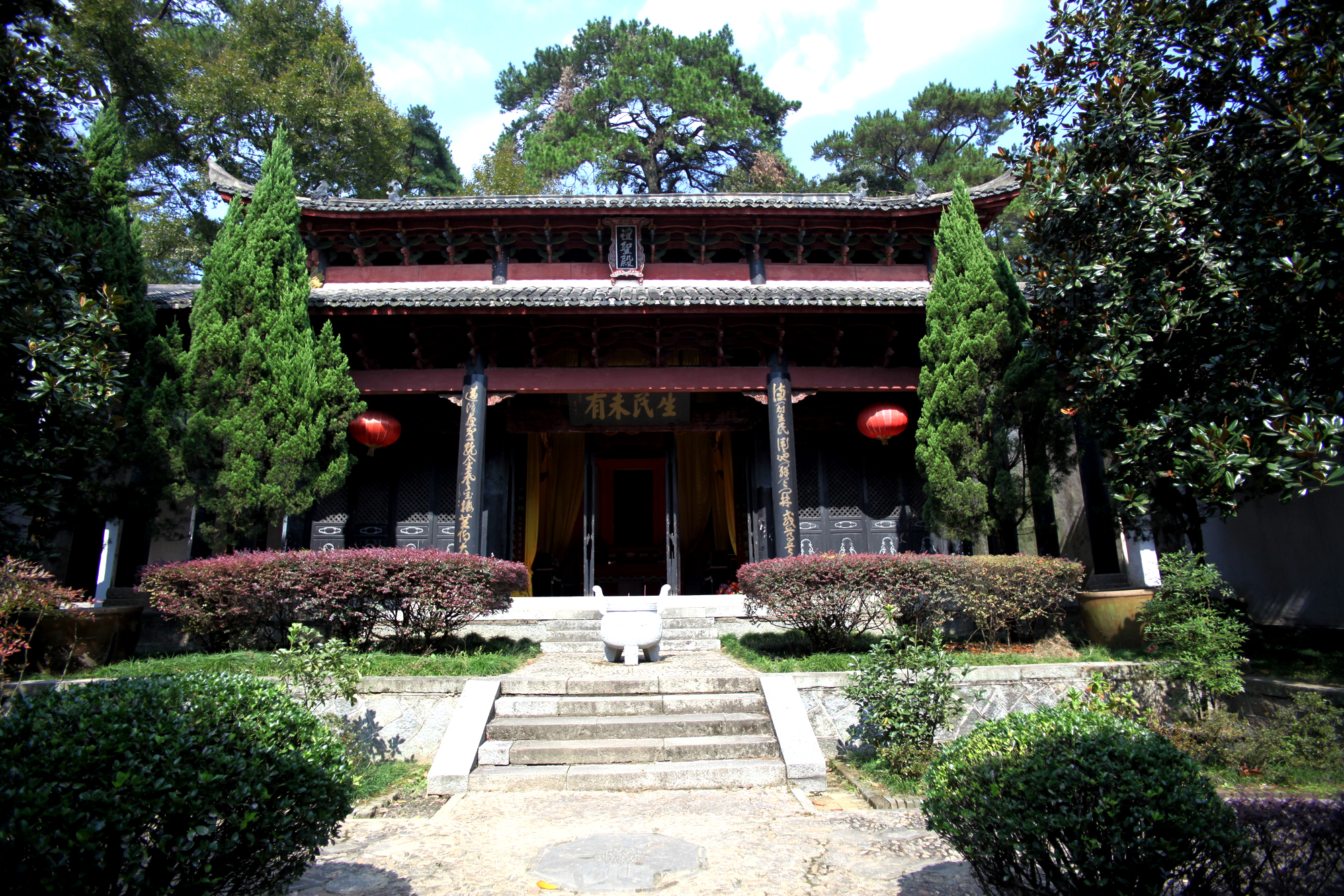
庐山白鹿洞书院礼圣殿

唐代以來，各地學院都設立孔子廟。宋朝的學院則增建了東廡、西廡、光賢祠等祭祀建築。廡是指走廊、廊屋。一般的都建有大成殿，殿內設孔子像，東西廡則設有孟子像等等。「大成」一詞出自《孟子萬章下》：「孔子之謂集大成也」，意指孔子整理三代至周公的學問，是集大成的學者。以此為建築命名，來突顯孔子廟的特質。另外，如果曾經得到皇帝的詔書，學院會興建御書閣。譬如平江府學的御書閣，前身為六經閣，鄰近池水，是一座兩層重簷式建築。後來被毀，重建為三層高的御書閣。
除了御書閣，一般學院內設有講堂，為教學之用；齋舍，為學生宿舍；射圃，為體育訓練場地。建築群的整體佈局可分為三大類別，前廟後學，即孔子廟、講堂、藏書樓為一條中軸線，齋舍分布於左右兩旁。典型例子有建康府學。第二類，右廟左學，典型例子有臨安太學，而第三類的左廟右學，代表則有平江府學。
書院的佈局卻比府學的自由很多。好像程明道創辦的明道書院以兩組工字排列房屋，前一組設兩層高春風堂樓，樓下是佔了七開間的講堂，中間設立講座，二樓設有五開間的御書閣，陳列古代典籍。後一組設主敬堂，佔三開間，是會茶場地。往後的地方就是程明道的祠堂與安放孔孟肖像的燕居堂。祠堂東西兩側有十五個廊子。然而書院山長與堂長的辦公室在主敬堂兩側。其他附屬建築物都坐落書院的兩側。
重建於宋朝的白鹿洞書院位於廬山五老峰下，全院佔地近3000畝，建築面積達到3800平方米，院內由五個院落並列組成，分別為禮聖殿、先賢書院（禮聖殿之西）、白鹿洞書院、紫陽書院和延賓館。其他建築有櫺星門、泮池、狀元橋、朱子祠、禮聖門和禮對殿。禮聖殿，又名大成殿，是建築群的核心，也是祭祀孔子的地方。

## 宗教建築

### 寺院、道觀與廟宇
隨著宋太祖復興佛教，很多破舊的佛寺被修復、重建與擴建。譬如河南开封的大相国寺、河北正定隆興寺、德清雲岫寺、義縣奉國寺。它們都秉承了唐代佛寺建築以中軸線為主體佈局，宋朝的佛寺仍然以對稱和諧為主，並且加強了縱深發展的佈局。

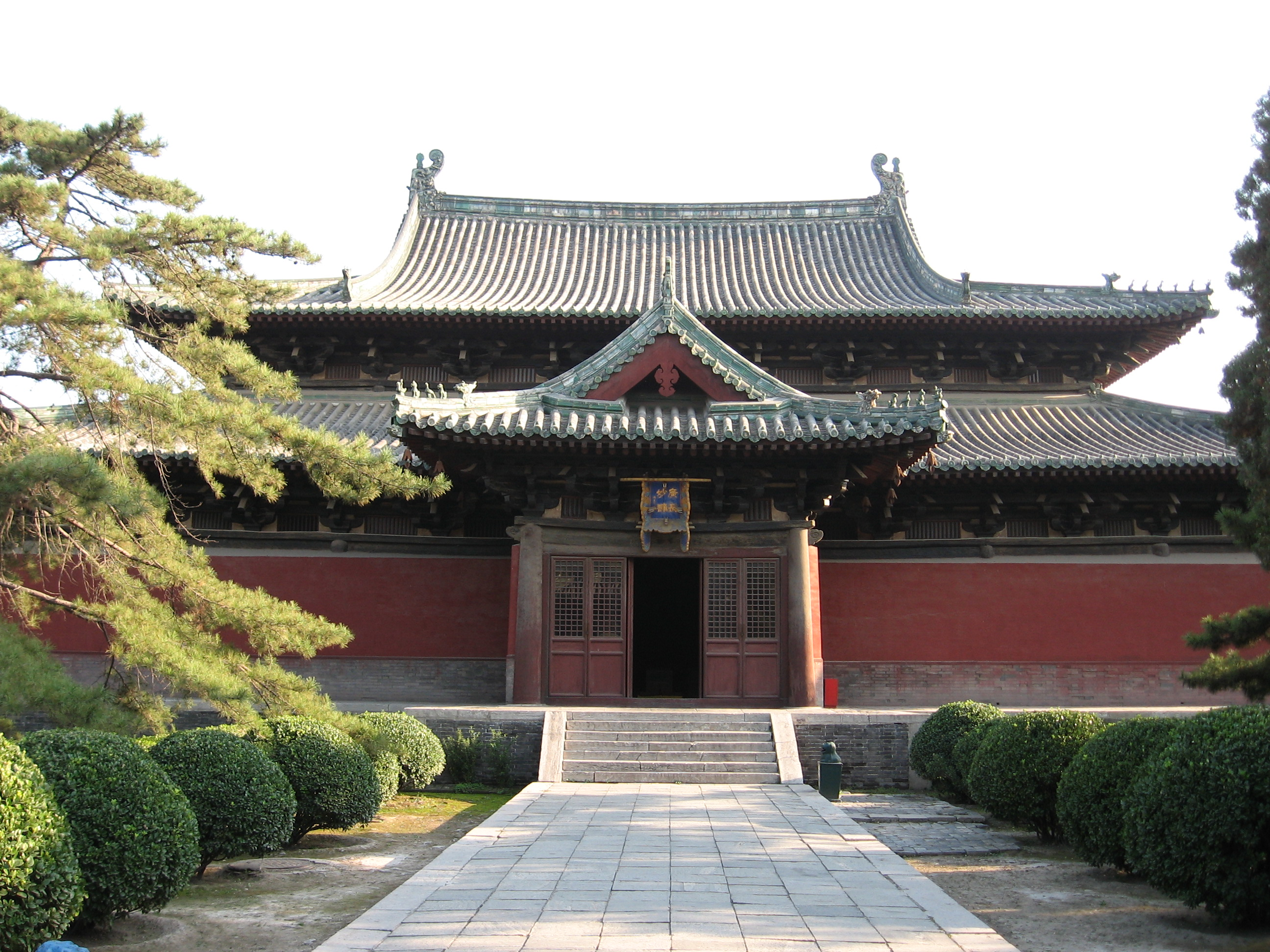
隆兴寺摩尼殿（1052年）

河北正定隆興寺，在隋開皇六年（586年）開始興建，本來叫做龍藏寺，唐改名為隆興寺。北宋開寶4年（公元971年），宋太祖下令興建大悲寶閣以供奉千手觀音菩薩像。此後，把寺院不斷擴建，隆興寺慢慢形成以大悲閣為核心的宋代建築群。整個群體從南到北依次序為山門，在山門後長方形院子分列左右兩側的鐘樓和鼓樓，佛寺中央的大觉六师殿，北面的摩尼殿與左右配殿，組成了另一個院子，而整體則構成一個依着中軸線作縱深發展的佈局，由外而內，高低錯落，主次分明，加強殿宇層次，已經擺脫了以往在寺前或宅院中心造塔的風格。這種建築群的佈局被稱為伽藍七堂。
在寧波的保國寺，建於北宋大中祥符六年（1013年），是現存最好的木結構古建築。保國寺以大殿為中心，整個木構建築全靠巧妙的斗拱和精確的榫卯來支持龐大的屋頂。大殿的柱子採用多根小圓木拼成。雖然在潮濕的南方，但能歷經900多年的風雨，仍然堅固如初，成為罕見的建築物。

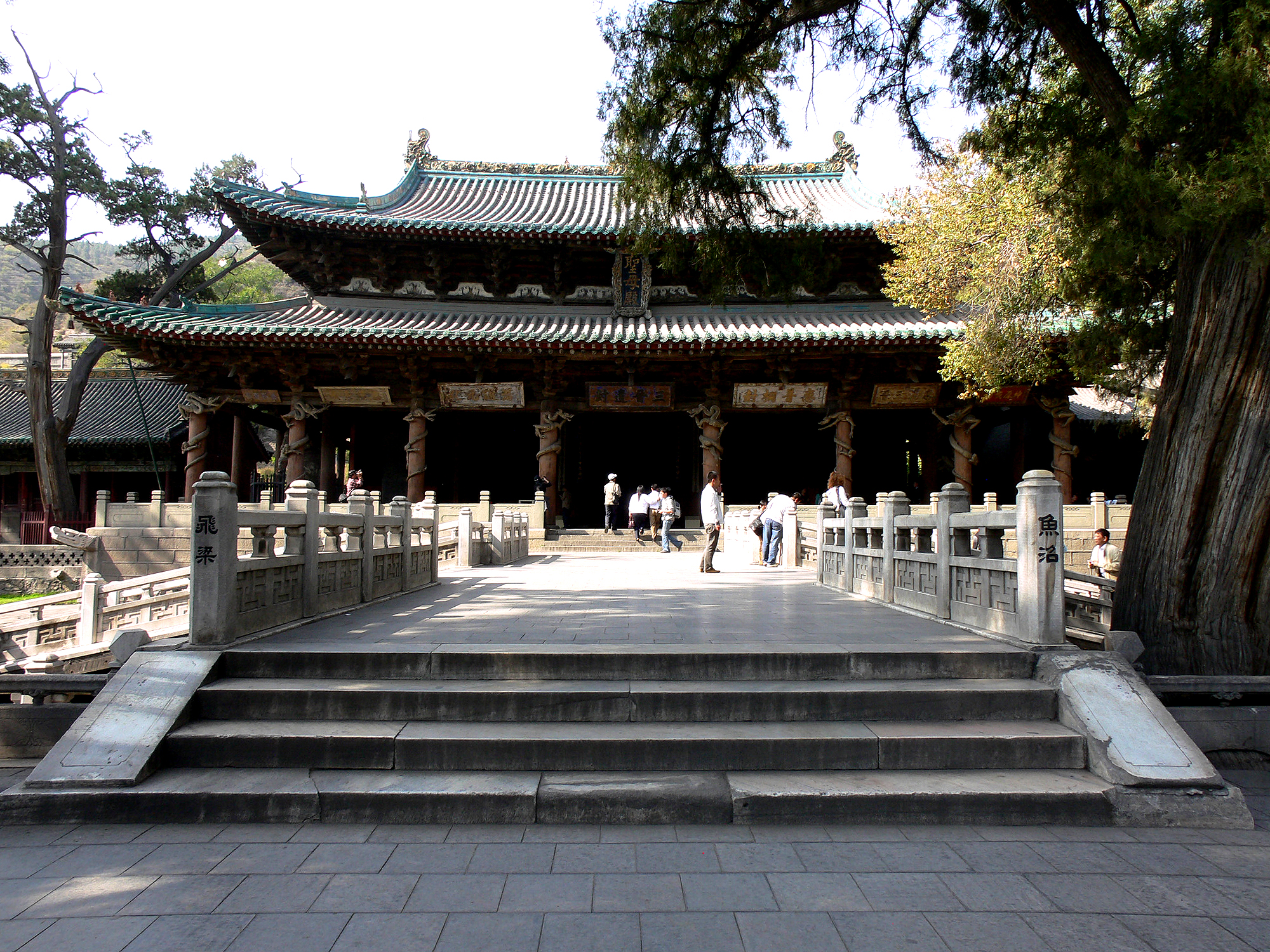
太原市郊晋祠的主殿圣母殿，建于北宋天圣年间

山西太原市郊西南晋祠的主殿圣母殿始建于北宋天圣年间（1023-1032年），重修于北宋崇宁元年（1102年）。殿高约19米，宽七间，进深六间，小坡度重檐九脊顶，斗拱硕大雄厚，为典型宋代风格。大殿四周有围廊，是中国寺庙中少见。殿前的十字形鱼沼飞梁桥，也是独一无二的。

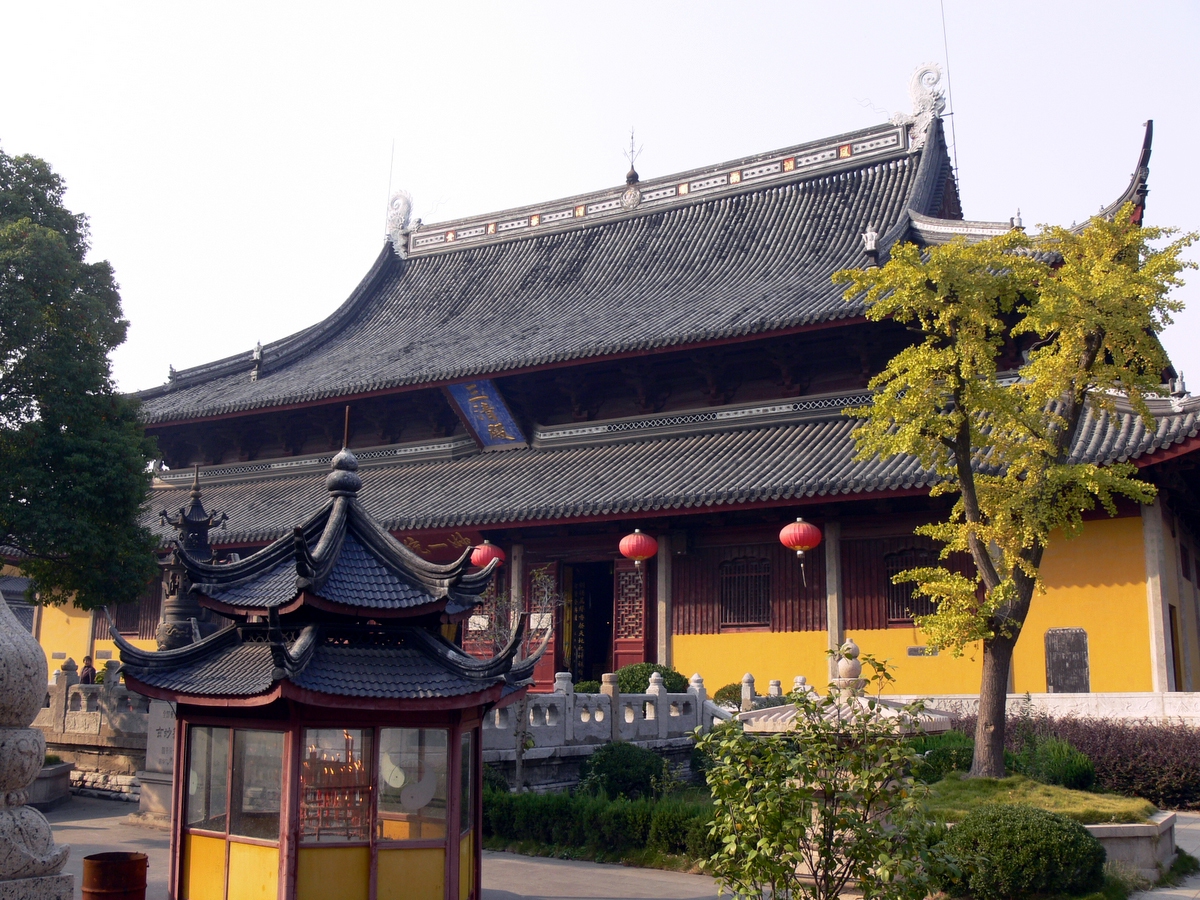
苏州市玄妙观三清殿，重建於南宋淳熙年间

苏州市玄妙观的主殿三清殿始建于西晋咸宁二年，重建于南宋淳熙年间， 是中国现存最大的南宋木构建筑。殿宇保留了不少宋代遗物，如樑架、斗拱等，规模宏大（面阔9间），雕刻华丽，被列为第二批全国重点文物保护单位。當年負責重建三清殿的設計師就是南宋著名畫家赵伯驹的弟弟赵伯肃。殿頂是重檐歇山式，屋脊高10多米，兩旁有一對高約3.5米的南宋磚刻螭。大殿屋面坡度平緩，屋檐非常深，四個角落更為突出，斗拱間距闊體型壯大，内部還有月亮式樑架上檐内槽斗栱的上昂做法。

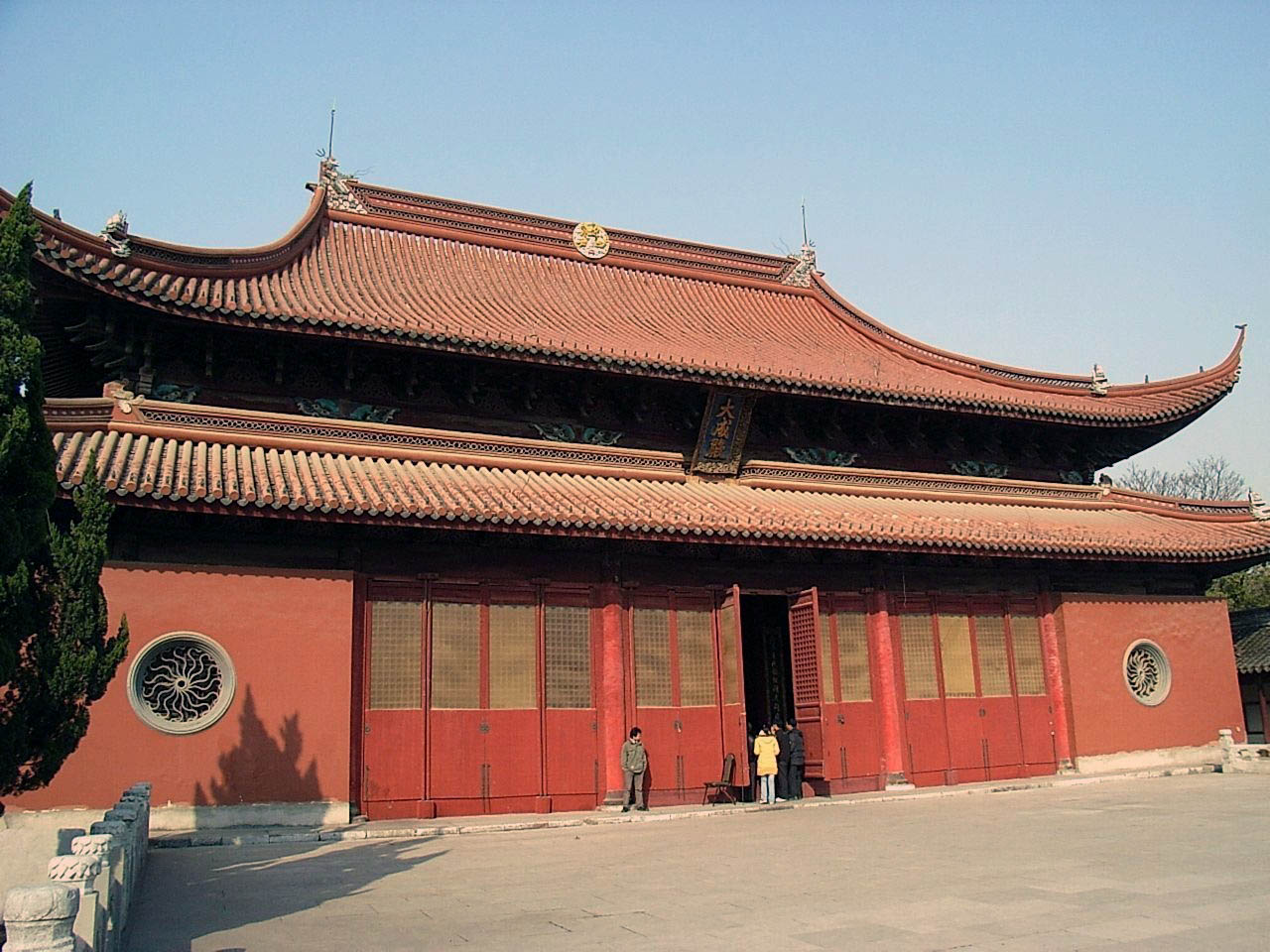
蘇州市文廟大成殿，始建於北宋景祐元年

同樣位於蘇州市的文廟，又名蘇州府學，是北宋景祐元年（1034年）興建的，當時范仲淹在蘇州擔任郡守。文廟這個龐大建築群佔地甚廣。由於當時范仲淹提倡改革制度，便在這個五代吳越錢氏南園故地建立一所結合祭祀孔子與官學的文廟，形成“左廟右學”的建築佈局。文廟主體建築為大成殿，面闊七間、進深十三檁，重檐廡殿頂，由五十根楠木立柱支撐，重建於明代成化十年（1474年），經過多次維修，目前仍保存明代風格。尽管如此，但是大成殿的樑架結構、斗栱、鴟尾仍有宋代建築的風格。譬如下檐採用了五踩重昂，栌斗後方出翘一跳，跳头上的三伏雲斗栱與上昂相交，昂的上方末端設有挑杆。這個挑杆聯繫外侧的第二层昂之后尾，用來結合下昂上昂。

### 佛塔
佛塔在東漢前期隨佛教傳入中土，雖然中唐晚唐五代時佛教一度式微，但宋代復興佛教，因此仍然有不少佛塔的興建。由於佛塔來自印度，為避免與皇帝城內的鼓樓與城樓作比較，大部分高的佛塔常見於郊外。
宋代的佛塔大致可分為樓閣式塔、密檐式塔和花塔。樓閣式塔可細分為「磚外璧、木檐、木平座式塔」，其代表為六和塔與虎丘塔；「磚外璧、磚檐、磚平座式塔」則以磚仿木，其代表就是開封佑國寺的鐵塔；然而無平座的樓閣式塔在模仿過程中進行簡化，譬如山西陽城龍泉寺塔；無柱額樓閣式塔擺脫模仿木構的約束，按照磚的特性來建造，例如料敵塔。密檐式塔方面，現存只有幾個方形密檐塔，分布於四川境內，譬如釋迦如來真身寶塔，特色為重層須彌座與設有副階的塔身。花塔則以高筒形覆鉢式花束，配上花瓣作裝飾。

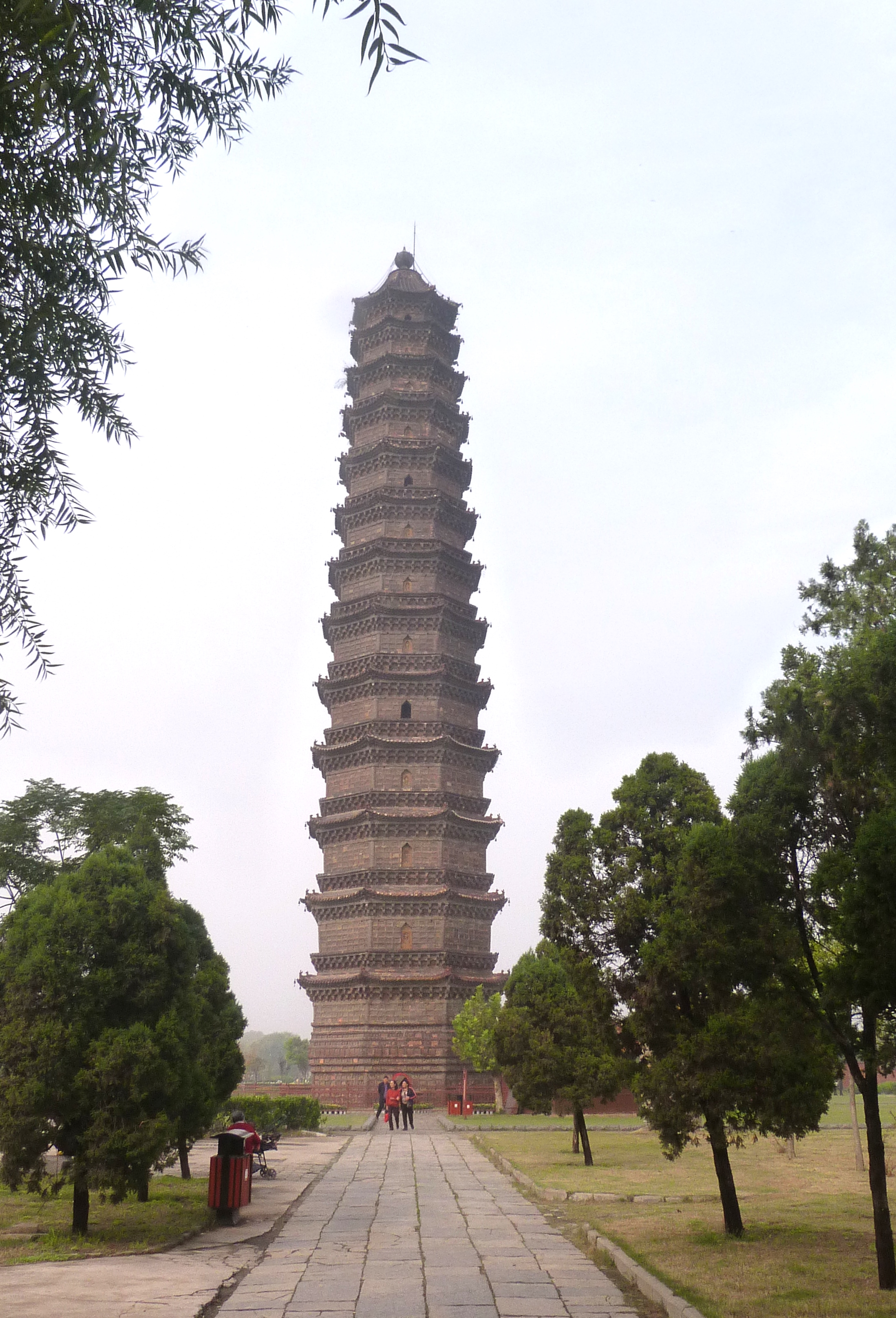
開封佑國寺的「开封铁塔」

開封佑國寺的「开封铁塔」也是宋朝著名建築。佑國寺，始建於北齊天保十年（559年）。初名獨居寺。太平興國七年（982年），為供奉佛舍利，所以增建木塔。慶曆四年（1044年）塔被雷電擊毀，皇祐元年（1049年）宋仁宗下令重建，根據原來木塔的式样，改用鐵灰色的琉璃磚瓦，所以被俗稱鐵塔。鐵塔塔身呈八角形，高56.88米，共13層。琉璃磚瓦上刻劃的裝飾以舞蹈和佛教為主題。
其實中國有真正的鐵塔，就在湖北省當陽縣玉泉山的東麓的玉泉寺。玉泉寺建於南梁時代，隋文帝開皇年間才改名為玉泉寺，宋仁宗嘉祐六年（1061年），為了供奉舍利子興建鐵塔。鐵塔的鐵重53848公斤，塔身高21.28米。在宋代以木石磚為主的建築時期，鐵塔的簷坡和八角形基座成了新的模範。

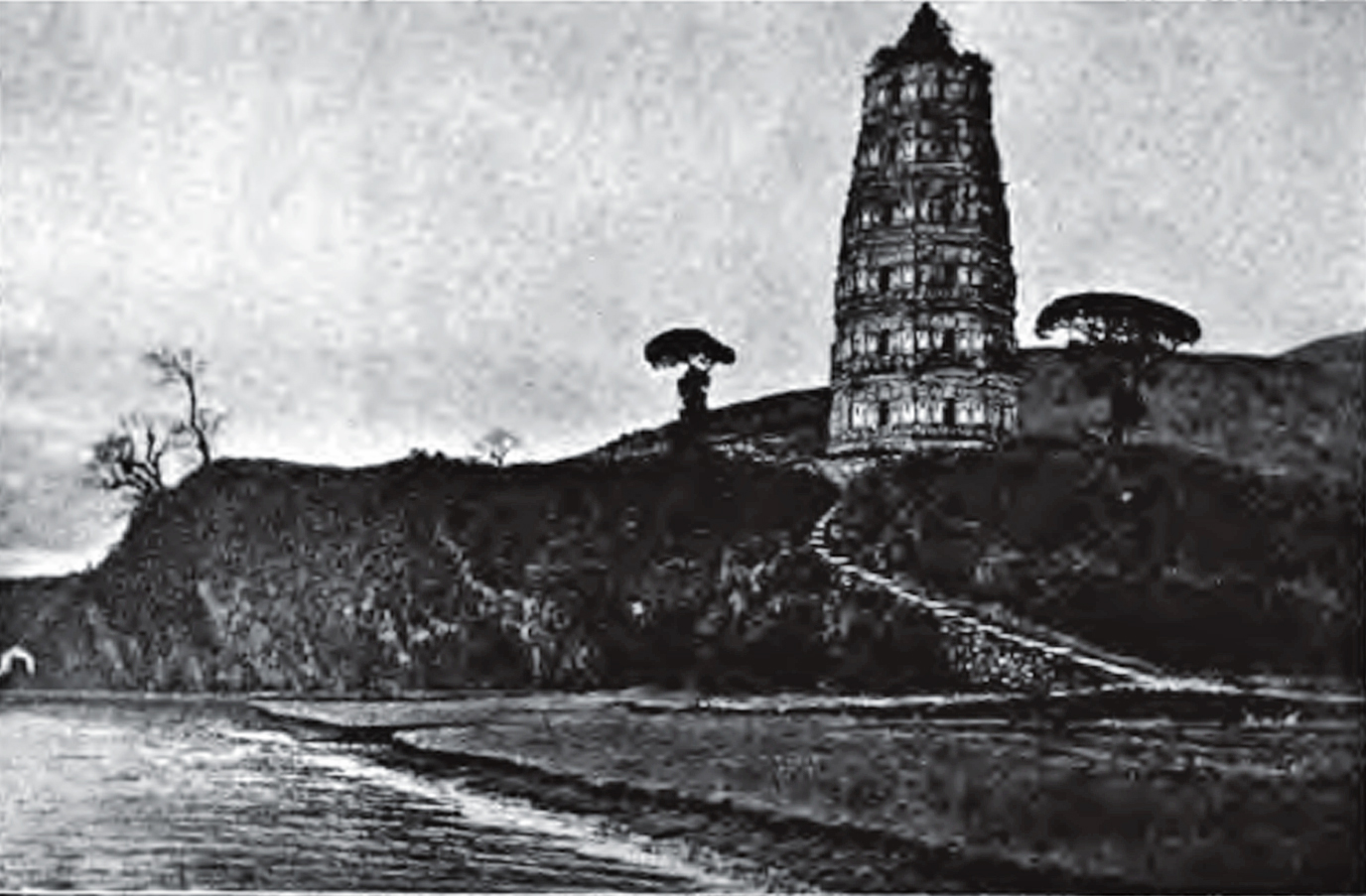
1891年的六和塔

六和塔也是宋代另一著名佛塔。它位於浙江省杭州市錢塘江北岸的月輪山上，始建於北宋開寶三年，被毀後重建於公元1156年，於1165年完工。塔高60米，木檐13層，塔的中心有壁龕，內部鑲嵌有《四十二章经》的石刻。塔內磚雕的題材豐富，有石榴、荷花、寶相、鳳凰、孔雀、鸚鵡、獅子、麒麟，還有飛仙等等。其做法與宋代成書的《營造法式》所載十分吻合，成了歷史學家考據的重要資料。
1961年3月4日，六和塔成為全國重點文物保護單位。
福建省泉州開元寺內的雙子塔也是非常著名。開元寺，初名蓮花寺，後改名興緻寺，再改名為龍興寺。唐玄宗開元二十六年（公元738年），改名為開元寺。兩個佛塔分別名為鎮國塔和仁壽塔。鎮國塔高48.24米，建於公元860年至873年，而仁壽塔，初名無量壽塔，高44.6米，建於公元916年。經過多次火災毀壞後，仁壽塔和鎮國塔分別在1228年和1238年由自證法師改用石材重建。1982年2月被列入全國重點文物保護單位。
正覺寺的佛塔，俗稱白塔，是一個磚砌的密檐式佛塔，位於四川彭縣紅岩鄉紅塔村，始建於宋仁宗天聖元年（1023年）。塔高27.54米，共13層。佛塔設有磚砌須彌座式基座，高8.2米。塔外檐與唐代長安大雁塔的風格相似，由菱角牙子和疊澀磚構成，檐口特別圓潤，內設三層塔室，圓柱配以精良斗拱。1980年7月7日，被四川省人民政府列為省級文物保護單位。

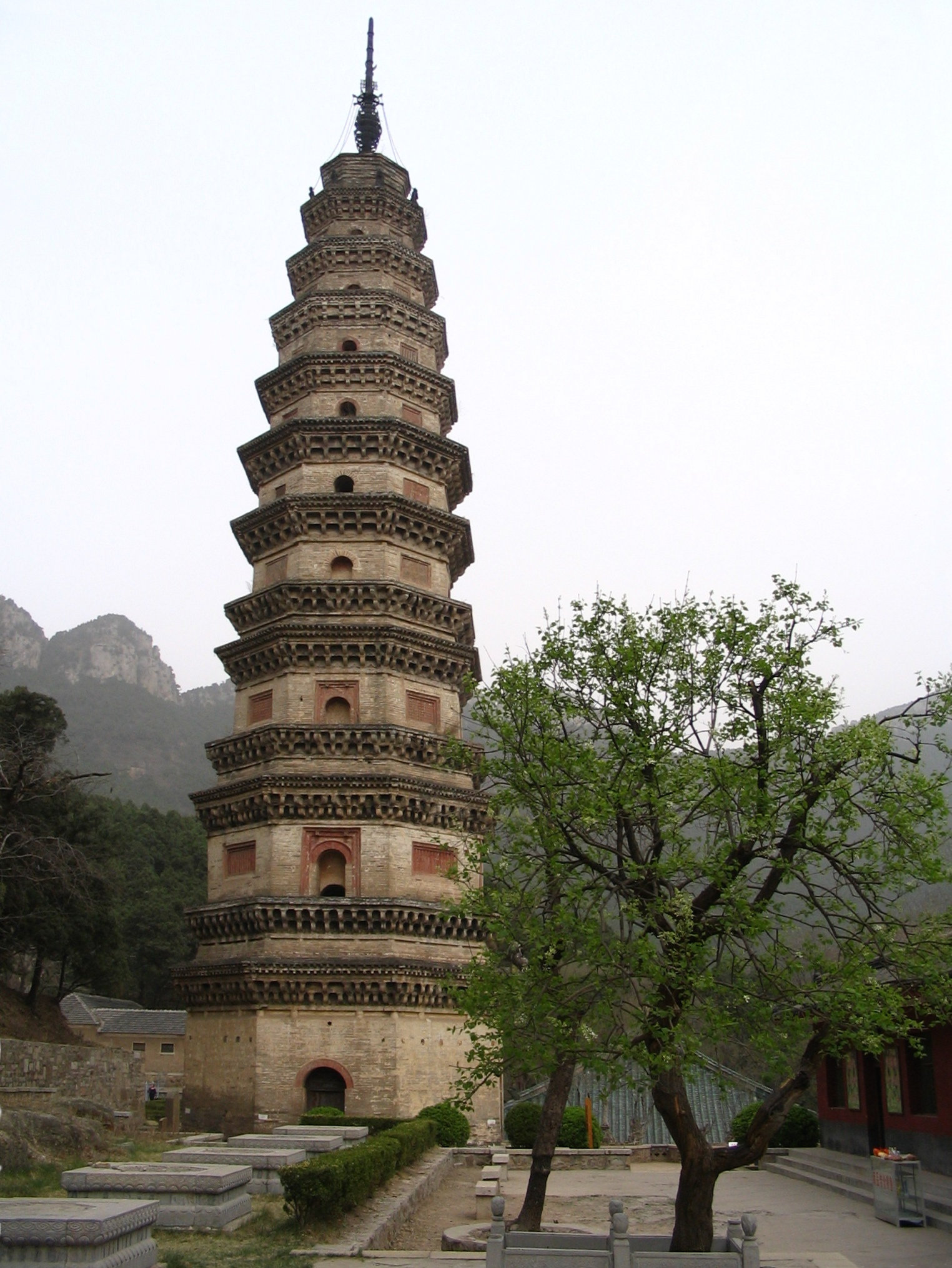
辟支塔，位於山東濟南市長清縣泰山西北麓的靈巖寺內，高54米，建於宋仁宗嘉佑八年(1063年)

辟支塔，建於北宋嘉祐八年（1063年），位於山東濟南市長清縣泰山西北麓的靈巖寺內。辟支塔高54米，八角九層，磚砌樓閣式塔，塔身上下大小不一。塔身纖巧，配以仿木斗拱，須彌座塔基浮雕刻有輪迴故事，其中地獄中的蓮花和最後的半庵摩勒罘都反映了阿育王的傳說。1982年，被列為第二批全國重點文物保護單位。
雖然佛宮寺釋迦塔是最高的木構佛塔，但是最高的佛塔卻是料敵塔。料敵塔，原名定縣開元寺塔，位於河北省定縣城內，因為開元寺僧人會能往印度取經，北宋咸平四年（1001年）宋真宗下令興建佛塔，到1055年才落成。八角形的塔身高69米，比大理崇聖寺三塔還要高。料敵塔每層均設置佛龕，龕內彩繪壁畫。由於定州地處邊疆，軍事地位十分重要。宋代為了防禦契丹，利用此塔瞭望敵情，故又名料敵塔（或瞭敵塔）。 除了監視敵人外，料敵塔也可作觀天之用。

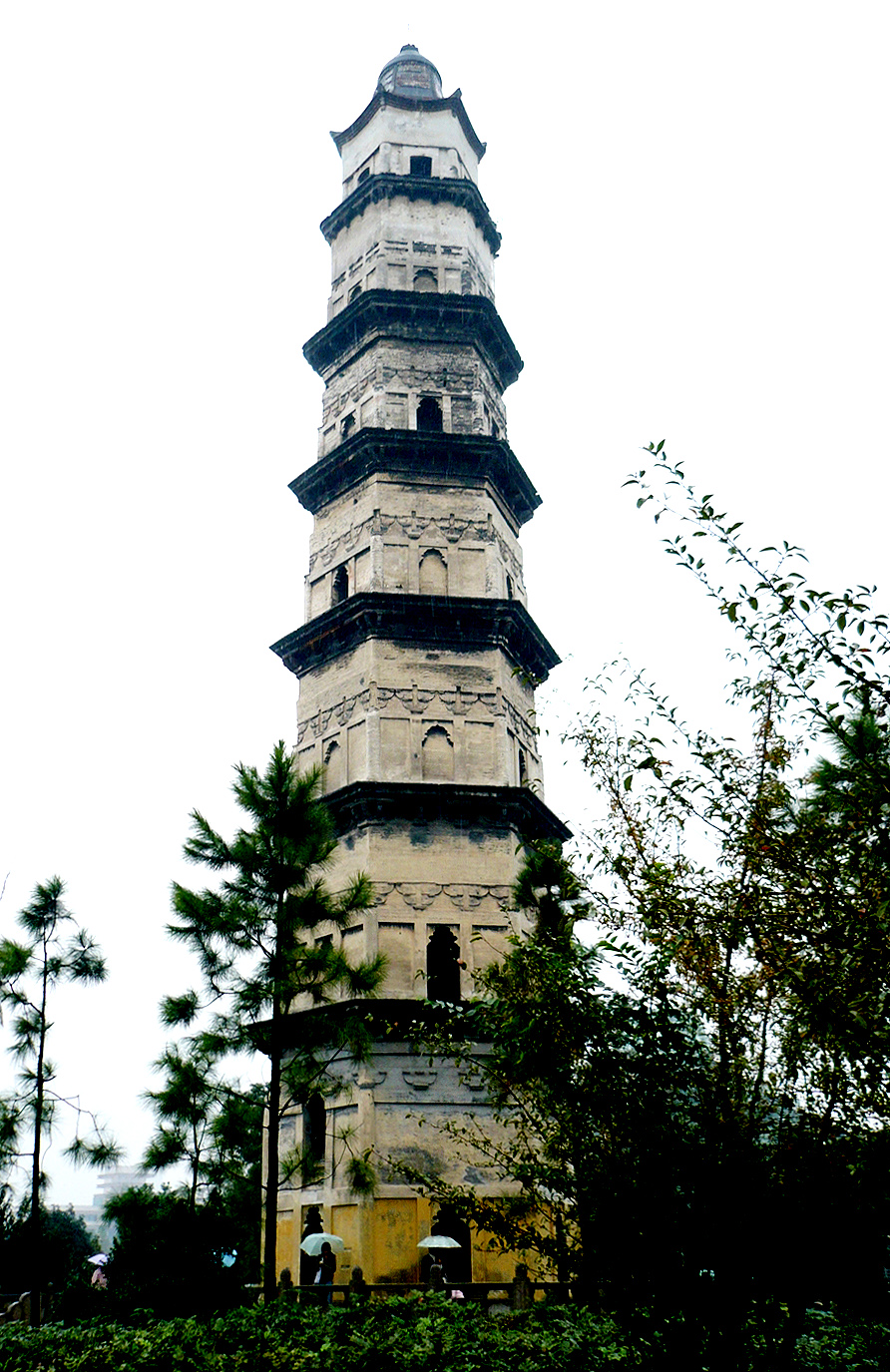
浙江绍兴大善塔 1228年

浙江绍兴大善塔初建于梁天监三年（504年）， 南宋庆元三年（1197年），寺和塔焚毁。重建于南宋绍定元年（1228年）。大善塔六角七层，高40.5米，底层边长3.8米，是砖木混合楼阁式塔。

## 建築文獻
宋代的建築標準守則對施工方面已經有很詳細的描述。譬如李如圭於公元1193年模仿《爾雅·釋宮》編寫的《儀禮·釋宮》。宋朝都料匠喻皓在公元965年 至公元995年間著有《木經》三卷。他在開封負責一座木塔的建造，可是該木塔被大火燒毀，後來由鐵塔所取代。當時因為他的著作與富商的工藝有關而被認為學術水平低，導致該書籍不被官方記載。雖然木經已經失傳，僅在沈括在1088年所編寫的《夢溪筆談》卷十八《技藝》中有簡略記載，並且讚揚《木經》的作者。可是數年後，李誡編寫了《營造法式》，成為全國建造樓房的標準。雖然唐代已經有其他類似的文獻，譬如《唐令》中的《營繕令》，但李誡的營造法式仍然是現存最古老的中國建築施工守則。

### 木經
木經是宋代早期講述木構建築的書籍，可惜已經失傳，只有《夢溪筆談》才有有關的記載。在沈括於1088年所編寫的《夢溪筆談》中，他曾讚揚宋代都料匠喻皓所著的《木經》。喻皓曾在開封興建了一座工藝卓越的梵天寺佛塔。對他的記載如下：

錢氏據兩浙時，於杭州梵天寺建 一木塔，方三兩級，錢帥登之，患其塔動。匠師雲：「未布瓦，上輕，故如此。」乃以瓦布之而動如初。無可奈何，密使其妻見喻皓 之妻，貽以金釵，問塔動之因。皓笑曰：「此易耳，但逐層布板訖，便實釘之，則不動矣。」匠師如其言，塔遂定。蓋釘板上下彌束，六幕相聯如肢篋，人履其板， 六幕相持，自不能動。人皆伏其精練。

在《夢溪筆談》卷十八《技藝》，記載如下：

造 舍之法，謂之《木經》，或雲喻皓所撰。凡屋有三分(去聲)。自梁以上為上分，地以上為中分，階為下分。凡梁長幾何，則配極幾何，以為榱等。如梁長八尺，配 極三尺五寸，則廳堂法也，此謂之上分。楹若幹尺，則配堂基若幹尺，以為榱等。若楹一丈一尺，則階基四尺五寸之類。以至承拱榱桷，皆有定法，謂之中分。階級 有峻、平、慢三等，宮中則以禦輦為法：凡自下而登，前竿垂盡臂，後竿展盡臂為峻道；荷輦十二人：前二人曰前竿，次二人曰前絛，又次曰前脅；後一人曰後脅， 又後曰後絛，未後曰後竿。輦前隊長一人，曰傳倡；後一人，曰報賽。前竿平肘，後竿平肩，為慢道；前竿垂手，後竿平肩，為平道；此之謂下分。其書三卷。近歳 土木之工，益為嚴善，舊《木經》多不用，未有人重為之，亦良工之一業也。

### 營造法式

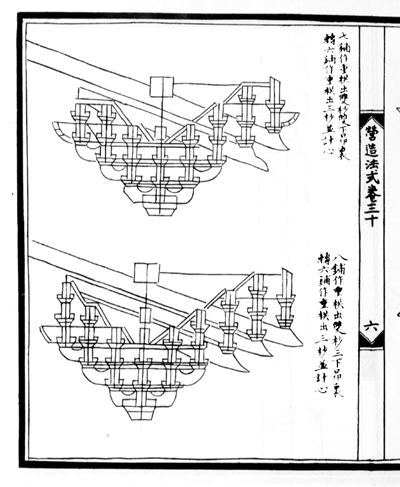
《营造法式》铺作图

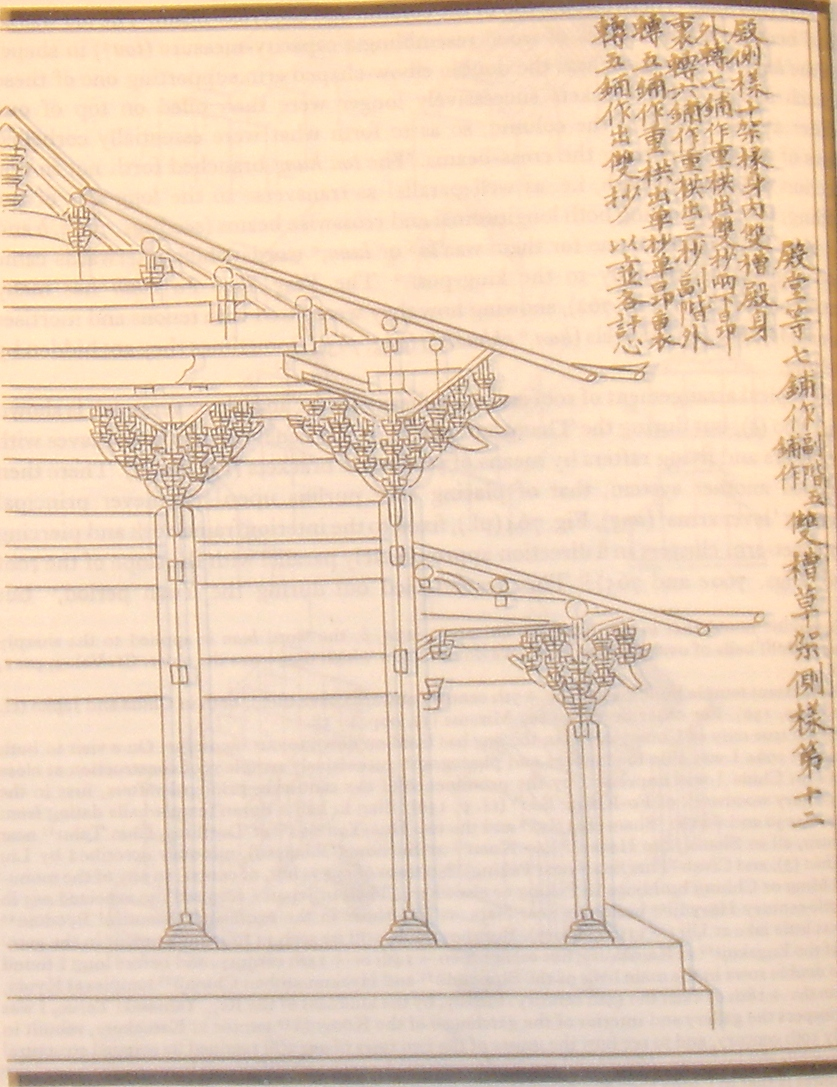
大殿的橫切面圖展示枕樑的斗拱

《营造法式》是中国古代建筑学最重要的专著之一，作者为李誡。公元1092年，他升任為將作主簿，然後被提拔為將作監少監，負責建築工程。公元1097年至1100年，他修訂了很多前人的建築著作，而到了1100年，他完成了自己的著作－《營造法式》，並交給宋哲宗過目。三年後，崇寧二年（公元1103年），宋徽宗才讓《營造法式》成為官刊文獻，頒發施行，讓負責施工的工人、建築師、工匠因此而受惠。編寫得鉅細靡遺的《營造法式》，其主旨不僅僅為朝廷工部訂立標準規則，還要讓全國工作坊與巧匠在建築工程中有所依據。《營造法式》成就卓越，李誡被升為將作監。此後，他負責管理將作監，並且監督太廟、龍德宮、棣華宅、朱雀門、景龍門、九成殿的興建。
《營造法式》涵蓋了建築法規和條例、會計信息（構件勞動定額和計算方法）、建材和不同類別的手工藝品。全書共34章，勾畫出度量與護城河和要塞的建築、石雕、大木作、小木作，包括了斗拱、樑柱接合點、雕作制度、旋作制度、鋸作制度、竹作制度、磚作、窯作、建材剪裁、磚瓦、牆、彩畫和裝飾、裝飾塗料、砂漿混合比例等等各方面的製作圖解（平面圖、斷面圖、構件詳圖）與施工規格。《營造法式》為建築度量衡定下標準，一切構件均以材、「栔」、「分」來確定。大約有8%的篇幅來自前人建築的文獻，而大部分則記錄了建築師與工匠的傳統。對於技術名詞，李誡有詳細羅列出來，包括了圆周率 22/7、方中容圆，圆中容方，正方形对角线计算，建築物的比例與建造，在估計如何在不同地點興建建築物中套用測繪學他更對雇用不同工種的技術工人的支出作出評估，譬如每天的施工量、耗用的建材、季節性調整與運輸成本。對編造預算很有幫助。
根據《營造法式》，宋代的殿堂建築結構都以橫向鋪排垂直的屋架為主。每個屋架均由縱柱、橫梁椽襻以卯榫方式組合而成，柱頂鋪作斗拱。廳堂結構，由於規模比較小，不需鋪作，故稱為柱梁作。
1919年，朱啟鈐先生在南京地方圖書館发现《營造法式》的1145年丁氏抄本。同年交商务印书馆影印，並且建立了中國營造學社。1925年在故宫内阁大库中发现宋本残页，中国营造学社陶湘勘校丁氏抄本，四库全书文渊阁本，按宋残叶形式重新绘制近百幅彩图，在1925年刊行（称为陶本）。1932年故宫发现宋抄本，中國營造學社開始對該文獻作出深入研究，雖然當時只有清代官方文件中發現零碎的片段，但是梁思成、劉敦楨、闞鐸、梁啟雄、單士元、陳仲篪、王壁文等學社成員依然先後調查了中國15個省的220多個縣的歷史建築物。可是，這次出版引起了世界各国专家對中國建築的興趣，其中包括法國作家Paul Demièville、英國學者顏慈博士（W. Perceval Yetts）、日本學者竹島卓一。中国营造学社的建筑学家梁思成，从1925年起，在前后近四十年间，通过对河北山西等地宋、辽、金古建筑的实地测量、摄影，对比清代匠作则例和清代建筑，在1963年完成《营造法式注释》一
书，于1980年由清华大学出版。後來陶本《營造法式》在1932、1983、2006年再次發行，每次有所增补。
宋代《營造法式》對後世的中國建築工程有深遠影響。譬如元代的水利工程技術中關於築城部分的規定，差不多和《營造法式》的規定完全相同。明代的《營造法式》也吸取了其中很多內容。清雍正十二年（公元1734）所頒布的《清工部工程做法》中以“斗口”為模數是根據《營造法式》中材的模數制度發展出來的。

### 引用
1. 1 2  . 中華文化網.   [2008-12-08]. （原始内容存档于2011-11-22） （中文（中国大陆））.
2. 1 2 3 4  郭黛姮，2003年（第一章·緒論）
3. ↑  . 國際在線.   [2008-11-15]. （原始内容存档于2012-01-21）.
4. ↑  . 中國建築網.   [2008-11-15]. （原始内容存档于2010-05-13） （中文（臺灣））.
5. ↑  王凤侠. . 2006-04-11  [2008-12-08]. （原始内容存档于2011-11-22） （中文（中国大陆））.
6. ↑  . 大河网-大河报. 2008年2月19日  [2008-12-08]. （原始内容存档于2009-08-04） （中文（中国大陆））.
7. ↑  . 山西文物網. 2007-10-16  [2008-12-08]. （原始内容存档于2009-08-04） （中文（中国大陆））.
8. 1 2  . 中國建築網.   [2008-11-15]. （原始内容存档于2010-05-14） （中文（臺灣））.
9. 1 2  . 台北建築書店.   [2009-07-01]. （原始内容存档于2009-08-02）.
10. ↑  香港教育局課程發展處. . 香港教育局.   [2009-06-30]. （原始内容存档于2009-06-12）.
11. 1 2 3  郭黛姮，2003年（第二章·城市）
12. ↑  同济大学城市规划教研室《中國城市建筑史》，第六章 宋元时代的城市，第三节 南宋的临安城（杭州），中国建筑工业出版社
13. 1 2  高明士; 梁國眞、張崑將. . 五南圖書出版股份有限公司. 2007年. ISBN 9789571142722 （中文（臺灣））.
14. ↑  . 中國華文教育網. 2007年8月30日  [2008-12-01]. （原始内容存档于2008年12月4日）.
15. ↑  穆凡中. . 澳門日報. 2008年10月18日  [2008-12-01]. （原始内容存档于2008年10月21日） （中文（香港））.
16. ↑  陳雪飛. . 數字中國.   [2008-12-01] （中文（臺灣））.[永久]
17. ↑  . 中学历史在线. 2006-11-27  [2008-12-01]. （原始内容存档于2007-06-06） （中文（中国大陆））.
18. 1 2 3 4  Needham 1986，Volume 4，第153頁
19. ↑  . 浙江在线新闻网站. 2001年6月25日  [2008-11-20]. （原始内容存档于2008年12月5日） （中文（中国大陆））.
20. ↑  .   [2008-11-20]. （原始内容存档于2008-12-04） （中文（臺灣））.
21. ↑  . 浙江省文物局. 2006-02-14  [2008-11-20]. （原始内容存档于2008-11-20） （中文（中国大陆））.
22. ↑  . 中國書畫網.   [2008-11-22]. （原始内容存档于2009-03-02） （中文（中国大陆））.
23. ↑  .   [2008-11-22]. （原始内容存档于2008-12-06） （中文（中国大陆））.
24. ↑  中國名畫家網. . 新華書畫網. 2007-06-08  [2008-11-22]. （原始内容存档于2009-07-03） （中文（中国大陆））.
25. ↑  . 中國華文教育網. 2007年8月27日  [2008-11-22]. （原始内容存档于2008年12月4日） （中文（臺灣））.
26. ↑  李建国. . 2003-08-11  [2009-06-30]. （原始内容存档于2009-08-03） （中文（中国大陆））.
27. ↑  西湖景点. . 2009-03-15  [2009-06-30]. （原始内容存档于2009-08-02） （中文（中国大陆））.
28. ↑  《長春真人西遊記》：「衆流入峽，奔騰洶湧，曲折灣環，可六七十里。二太子扈從西征，始鑿石理道，刊木爲四十八橋，橋可並車。」
29. ↑  Needham 1986，Volume 4，第151頁
30. ↑  《宋史》·卷320·《蔡襄傳》
31. ↑  . 华东师范大学研究生院. （原始内容存档于2008-12-05） （中文（中国大陆））.
32. ↑  . 漢語大詞典出版社. 2002年4月1日  [2008-11-24]. （原始内容存档于2008年12月4日） （中文（中国大陆））.
33. ↑  . 第21卷第1期. 泉州师范学院学报（社会科学）. 2003年1月.
34. 1 2  . 人民日報. 2006年3月23日  [2008-11-24]. （原始内容存档于2007年12月11日） （中文（臺灣））.
35. 1 2 3 4  郭黛姮，2003年，（第三章·宮殿）
36. 1 2  . 巩义旅游网. 2006-03-02  [2008-11-24]. （原始内容存档于2009-08-03） （中文（中国大陆））.
37. 1 2  . 大紀元文化網.   [2008-11-24]. （原始内容存档于2008-11-19） （中文（臺灣））.
38. 1 2 3  Steinhardt 1993，第374頁
39. ↑  . 河南信息网. 2008-04-13  [2008-11-24] （中文（中国大陆））.[永久]
40. ↑  . 中華文化信息網.   [2009-07-02]. （原始内容存档于2009-08-03） （中文（中国大陆））.
41. 1 2  Steinhardt 1993，第375頁
42. ↑  Steinhardt 1993，第376頁
43. ↑  . 中國網. 2004-05-27  [2008-11-26]. （原始内容存档于2008-10-28） （中文（臺灣））.
44. ↑  郭黛姮，2003年（第七章·園林）
45. ↑  中國園林網. .   [2008-11-26]. （原始内容存档于2016-03-04） （中文（中国大陆））.
46. ↑  徐家茂. . 濟南文史網. 2006-05-15  [2008-11-28]. （原始内容存档于2008-12-05） （中文（中国大陆））.
47. ↑  巩杰. . 人民网.   [2008-11-26]. （原始内容存档于2008-12-04） （中文（中国大陆））.
48. ↑  葉金培.  （中文（中国大陆））.
49. ↑  . 定鼎园林. 2006-12-17  [2008-11-27]. （原始内容存档于2008-12-05） （中文（中国大陆））.
50. ↑  《中國大百科》·金明池
51. ↑  洛阳新闻网. . 河南科技大学. 2007-09-11  [2008-12-07]. （原始内容存档于2012-07-11） （中文（中国大陆））.
52. ↑  .   [2009-08-03]. （原始内容存档于2009-10-16）.
53. 1 2 3 4 5  郭黛姮，2003年（第八章·教育建築）
54. ↑  . 大紀元文化網.   [2008-12-01]. （原始内容存档于2008-11-19） （中文（臺灣））.
55. ↑  . 中國九江市政府.   [2008-12-02]. （原始内容存档于2008-12-04） （中文（中国大陆））.
56. ↑  . 鹿谷淨律學佛院.   [2008-11-27]. （原始内容存档于2006-01-25） （中文（臺灣））.
57. ↑  . 隆興寺.   [2008-11-27]. （原始内容存档于2008-12-05） （中文（中国大陆））.
58. ↑  . 河北大学宋史研究中心. 2008-03-31  [2008-11-27]. （原始内容存档于2008-12-07） （中文（臺灣））.
59. ↑  . 慧海佛光.   [2008-11-27]. （原始内容存档于2008-12-10） （中文（臺灣））.
60. ↑  梁思成 《中国建筑史》 210-219 ISBN 7-5306-4168-9
61. ↑  . 2001-11-08  [2009-07-01]. （原始内容存档于2009-08-02）.
62. ↑  . 人民網. 2002-09-16  [2009-07-01]. （原始内容存档于2009-08-08）.
63. ↑  . 蘇州市旅遊局. 2007-01-11  [2009-07-01]. （原始内容存档于2010-12-02）.
64. ↑  . 中國文明網. 2007-09-19  [2009-07-01]. （原始内容存档于2009-08-02）.
65. ↑  . 苏州旅游网. 2004-03-11  [2009-07-01]. （原始内容存档于2009-08-03）.
66. ↑  Needham 1986，Volume 4，第137頁
67. ↑  郭黛姮，2003年，（第六章·宗教建築）
68. ↑  . 中国佛教网河南站. 2008年8月22日  [2008-11-14]. （原始内容存档于2008年12月5日） （中文（中国大陆））.
69. ↑  Ministry of Culture. . Chinadaily.com.cn. 2003  [2007-03-29]. （原始内容存档于2007-08-06） （英语）.
70. ↑  Needham 1986，Volume 4，第141-142頁
71. ↑  China Internet Information Center. . China.org.cn.   [2007-03-29]. （原始内容存档于2007-08-18） （英语）.
72. ↑  . 中国网. 2007-09-19  [2008-11-14]. （原始内容存档于2008-12-06） （中文（中国大陆））.
73. ↑  Needham 1986，Volume 4，第662頁
74. ↑  . 浙江省人民政府. （原始内容存档于2008-12-03） （中文（臺灣））.
75. ↑  . 中国华文教育网. 2007年6月20日  [2008-11-14]. （原始内容存档于2008-12-05） （中文（中国大陆））.
76. ↑  . 泉州鲤城区人民政府网.   [2008-11-17]. （原始内容存档于2008-12-04） （中文（中国大陆））.
77. ↑  . 福建省物价局. 2007-09-24  [2008-11-17]. （原始内容存档于2008-12-04）.
78. ↑  . 彭州公众信息网.   [2008-11-17]. （原始内容存档于2008-12-05） （中文（中国大陆））.
79. ↑  . 成都方志网.   [2008-11-17]. （原始内容存档于2008-12-05） （中文（中国大陆））.
80. ↑  《灵岩寺辟支塔塔基浮雕与阿育王传说》，《东南文化》2002年第10期
81. ↑  毕宝启. . 济南文史网. 2006-05-15  [2008-11-17]. （原始内容存档于2008-12-05）.
82. ↑  . 美讯在线网. 2008-03-21  [2008-11-17]. （原始内容存档于2008-12-04）.
83. ↑  段寶林，江溶. . 北京大学出版社. 1995: 1133 頁 （中文（中国大陆））.
84. ↑  史為樂. . 上海辞书出版社. 1995: 804 頁 （中文（中国大陆））.
85. ↑  . China.org.cn.   [2008-02-12]. （原始内容存档于2008-06-08） （英语）.
86. ↑  . 香港中文大學.   [2008-11-20] （中文（臺灣））.
87. ↑  《欽定四庫全書總目》卷20
88. ↑  Needham 1986，Volume 4，第81頁
89. ↑  Needham 1986，Volume 4，第82頁
90. ↑  《夢溪筆談》卷十八《技藝》，原文：「……近歳土木之工，益為嚴善，舊《木經》多不用，未有人重為之，亦良工之一業也。」
91. 1 2 3 4 5 6  Needham 1986，Volume 4，第84頁
92. 1 2 3 4 5  Guo 1998，第1頁
93. ↑  Guo 1998，第1-3頁
94. 1 2  《夢溪筆談》，卷18《技藝》
95. 1 2 3  Guo 1998，第4頁
96. ↑  Guo 6.
97. 1 2 3 4  Guo 1998，第5頁
98. ↑  Needham 1986，Volume 4，Part 3，第84-85頁
99. 1 2 3  Needham 1986，Volume 4，第85頁
100. ↑  Guo 1998，第2頁
101. ↑  Guo 1998，第6-7頁
102. ↑  . 中國科普網.   [2008-12-08]. （原始内容存档于2013-01-01） （中文（中国大陆））.
103. ↑  Guo 1998，第9頁
104. ↑  Guo 1998，第9-10頁
105. ↑  . 中華民國建築學會.   [2008-11-23]. （原始内容存档于2008-12-04） （中文（臺灣））.
106. ↑  Guo 1998，第11頁
107. ↑  梁思成《营造法式注释序》，《梁思成全集》，第七卷，5-16，ISBN 7-112-04431-6
108. ↑  Guo 1998，第10頁
109. ↑  . 上海書店.   [2009-07-01]. （原始内容存档于2009-08-03）.

### 书籍
- 李誡 (北宋). . 中国书店. 宋. ISBN 7-80568-974-1.
- 梁思成. . ISBN 7-5306-4168-9.
- 梁思成. . ISBN 7-112-04431-6.
- 孟元老. . 中华书局. 宋. ISBN 7-101-04779-3.
- 郭黛姮. . 中國建築工業出版社. 2003年9月1日.
- Needham, Joseph (1986). Science and Civilization in China: Volume 4, Part 3. Taipei: Caves Books, Ltd.
- Steinhardt, Nancy Shatzman (1997). Liao Architecture. Honolulu: University of Hawaii Press.
- Steinhardt, Nancy Shatzman. "The Tang Architectural Icon and the Politics of Chinese Architectural History," The Art Bulletin (Volume 86, Number 2, 2004): 228–254.
- Steinhardt, Nancy Shatzman. "The Tangut Royal Tombs near Yinchuan", Muqarnas: An Annual on Islamic Art and Architecture (Volume X, 1993): 369-381.
- Guo, Qinghua. "Yingzao Fashi: Twelfth-Century Chinese Building Manual", Architectural History: Journal of the Society of Architectural Historians of Great Britain (Volume 41 1998): 1-13.

## 延伸閱讀
- 郭黛姮. . 中國建築工業出版社. 2003年9月1日.